# Gereformeerde Gemeenten

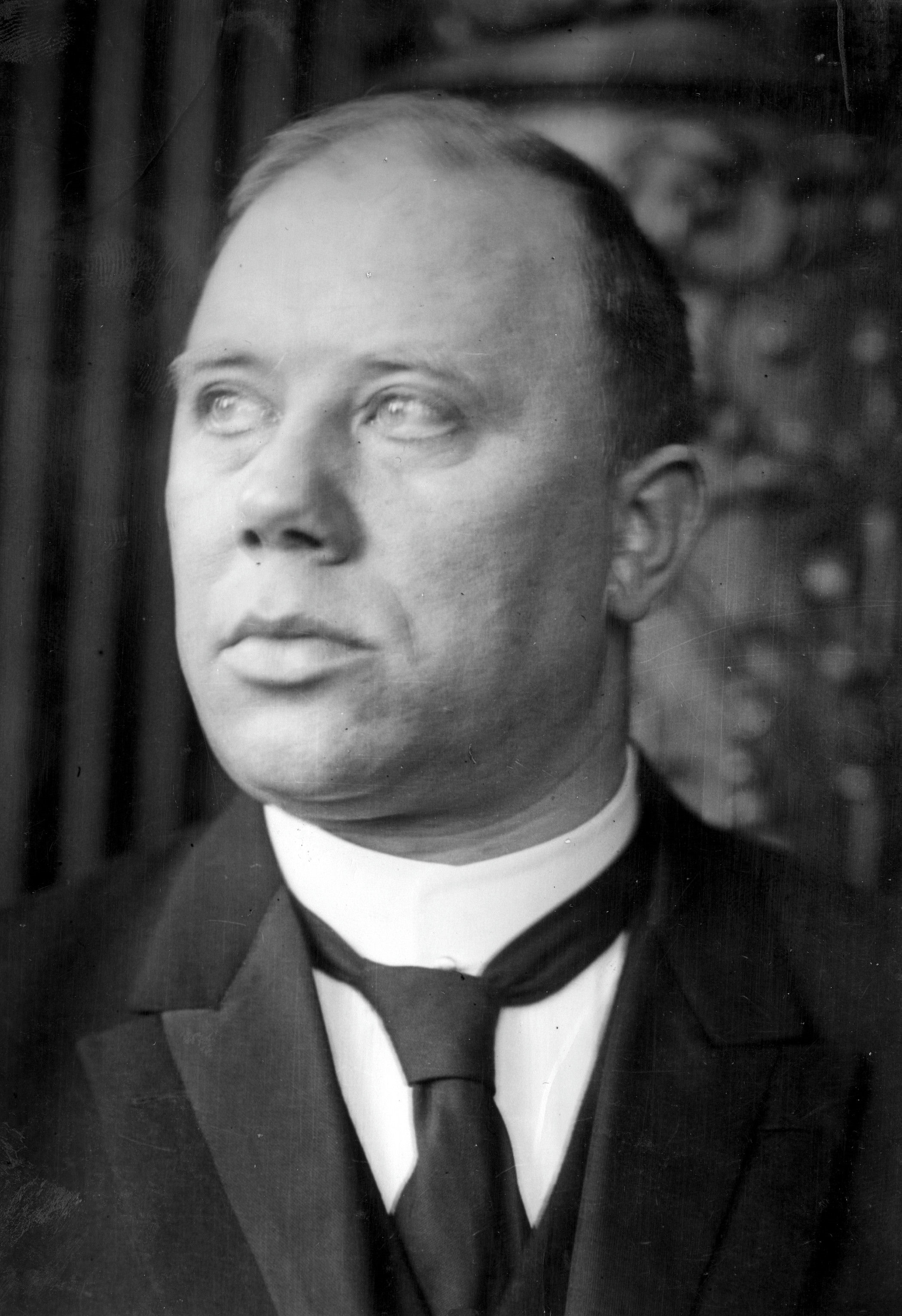
Ds. G.H. Kersten was de stuwende kracht achter het ontstaan van de Gereformeerde Gemeenten in 1907

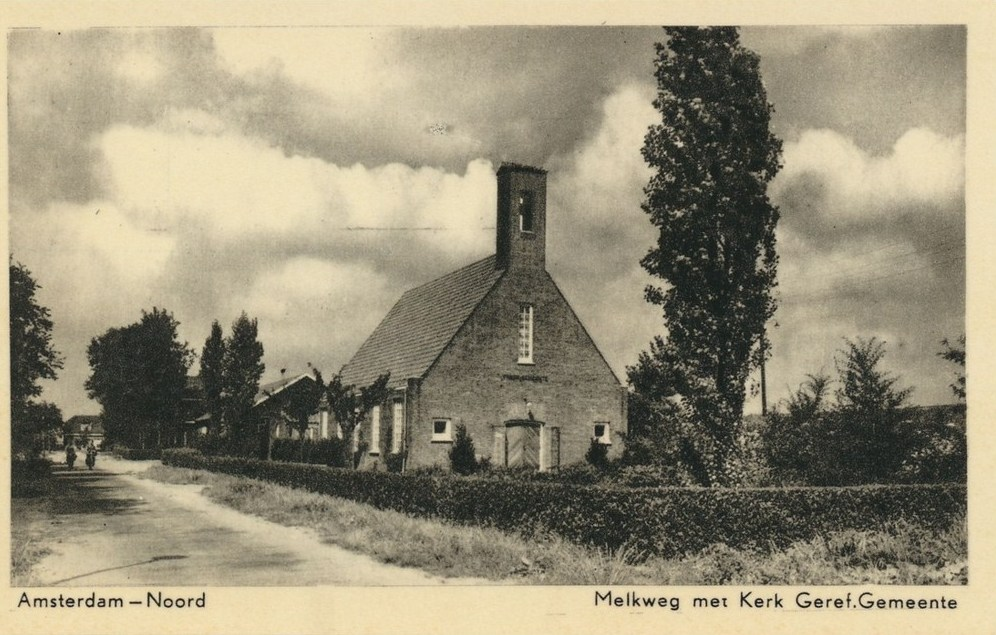
Gereformeerde Gemeente Amsterdam

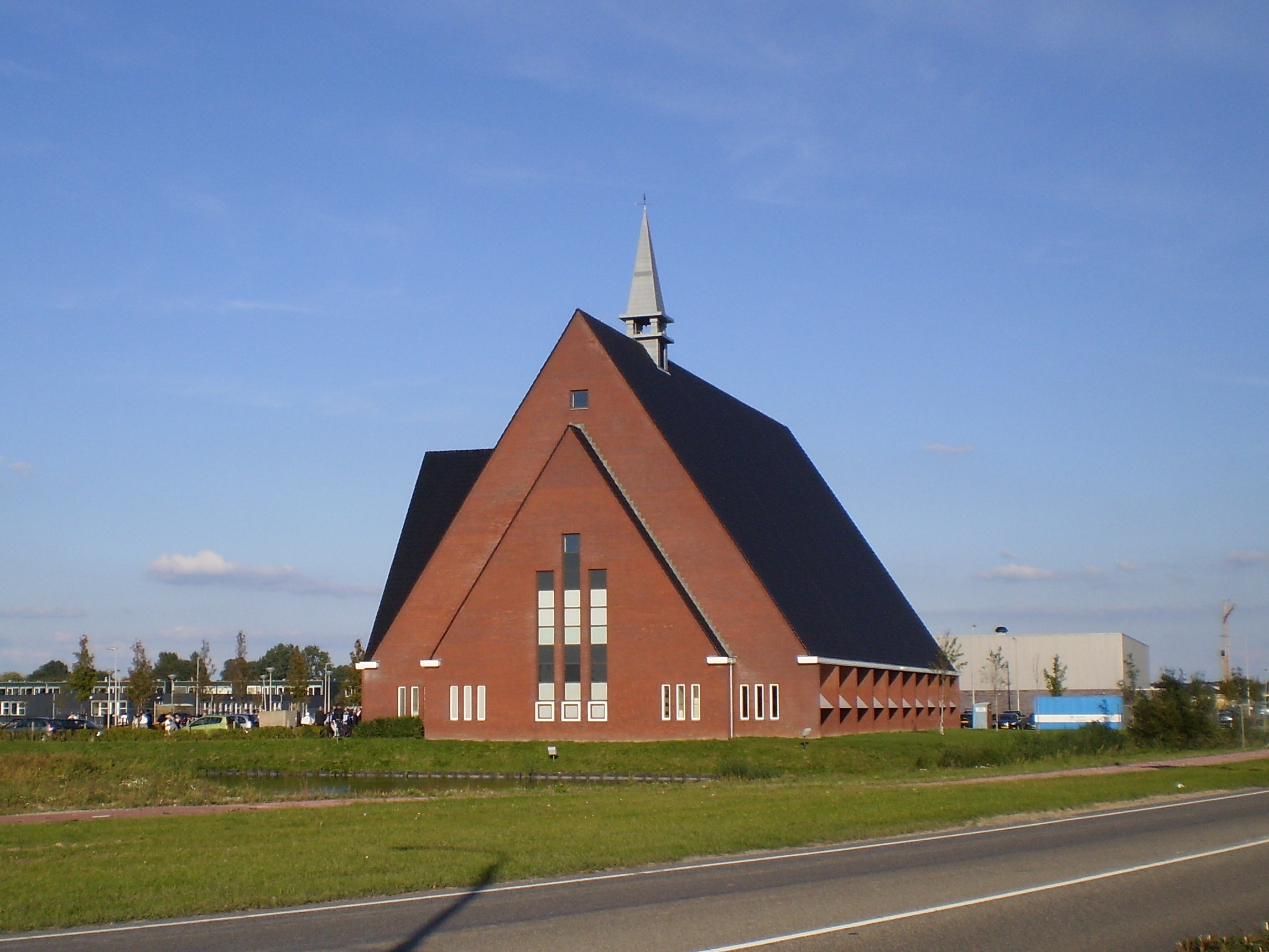
Gereformeerde Gemeente te Barendrecht

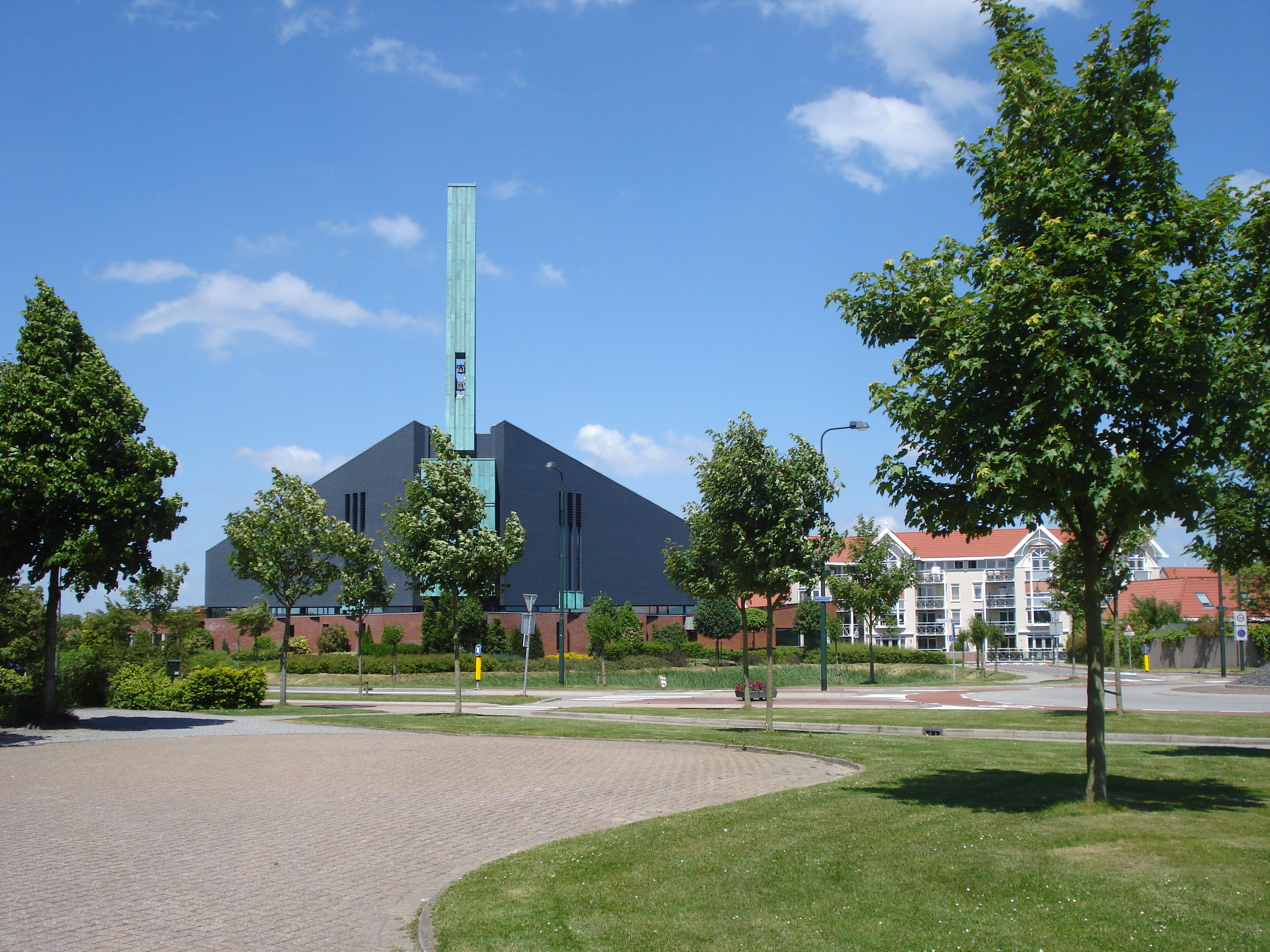
Gereformeerde Gemeente te Tholen

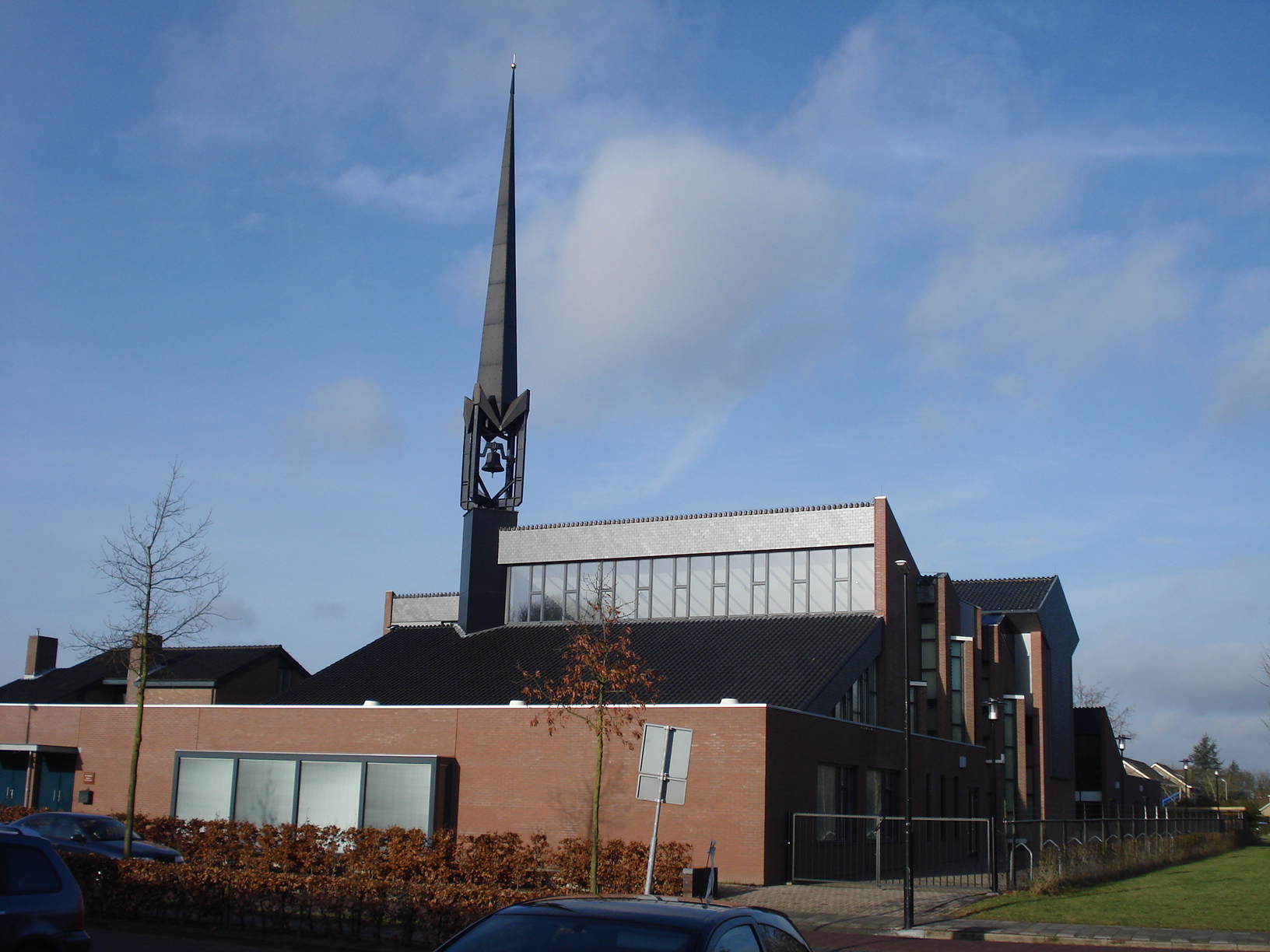
Elimkerk te 's-Gravenpolder

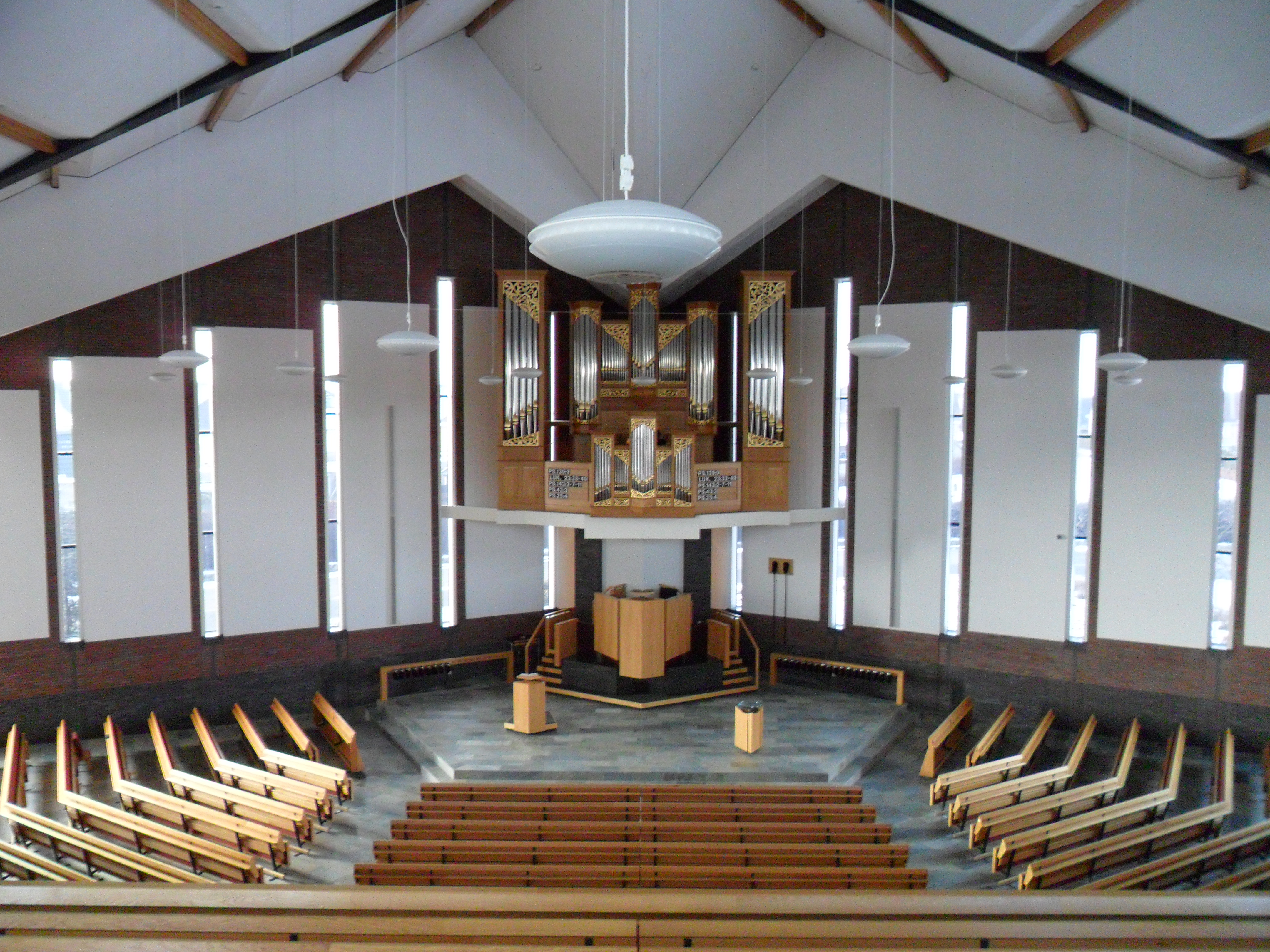
Kerkzaal Jachin en Boazkerk te Genemuiden

De Gereformeerde Gemeenten (GG) vormen sinds 1907 een kerkgenootschap binnen het protestantisme in Nederland. Het ontstaan van het kerkverband is te verklaren uit de Afscheiding van 1834, toen door het hele land heen verschillende groepen de Nederlandse Hervormde Kerk verlieten. Een reden hiervoor lag in de preektrant en liturgie van vele hervormde voorgangers die sinds 1816 niet meer strikt gebonden waren aan de gereformeerde belijdenis: de Drie Formulieren van Enigheid. In 1869 verenigde twee afgescheiden groeperingen zich tot één kerkverband: de Christelijke Gereformeerde Kerk. (In 1892 ging dit kerkverband door opnieuw een vereniging grotendeels op in de Gereformeerde Kerken in Nederland). In 1869 hadden enkele gemeenten (Enkhuizen, Lisse en Tricht) besloten om niet met de vereniging mee te gaan. Rondom de predikanten E. Fransen en Cornelis van den Oever (1802-1877) vormde zich een kring van gemeenten, maar onderling was er weinig samenhang.
In 1907 ontstond onder leiding van de predikant G.H. Kersten het kerkverband van de Gereformeerde Gemeenten door een vereniging van de Gereformeerde Gemeenten onder het kruis (14 gemeenten) met de ledeboeriaanse gemeenten (22 gemeenten). Het kerkverband telde op 31 december 2024 106.729 leden, verdeeld over 151 plaatselijke gemeenten en bediend door 69 predikanten.

## Geschiedenis

### Elias Fransen en de Gereformeerde Gemeenten onder het kruis
In 1890 ontstond er rondom E. Fransen, predikant in Kampen, een kring van gemeenten die zich de Vereenigde Gereformeerde Gemeenten noemden. Fransen publiceerde verschillende prekenbundels en verhandelingen. In zijn brieven aan geestelijke vrienden klaagde hij over een ''hedendaags christendom dat zich met een beredeneerd geloof kan troosten." Hij was tegenstander van een theologische opleiding voor predikanten en voelde zich niet aan bepaalde kerkordelijke regelingen gebonden. In 1906 nam men de naam aan van Gereformeerde Gemeenten onder het kruis. In 1894 trad de Gereformeerde Kerk in Opheusden (ontstaan uit de Doleantie) toe met haar oefenaar C. Pieneman (1863-1912). Toen Fransen in juni 1898 overleed telde het kerkverband tien gemeenten gediend door drie predikanten. Behalve Pieneman waren dit de predikanten A. Janse (1858-1920) en H. Roelofsen (1852-1930). In 1899 sloot de vrije Gereformeerde Kerk onder het Kruis van Rotterdam-Charlois zich aan met J.R. van Oordt (1859-1942) als predikant.
In 1905 bestond het kerkverband uit de volgende gemeenten: Barneveld, Kampen, Lisse, Meliskerke, Rotterdam, Beekbergen, Charlois, Opheusden, Rijssen-Esch, Tricht, Twello en Westzaan.

### De ledeboeriaanse gemeenten
De ledeboeriaanse gemeenten concentreerden zich in Zuid-Holland en Zeeland. Op 26 januari 1841 was L. G. C. Ledeboer in Benthuizen afgezet als predikant van de Nederlandse Hervormde Kerk. Ledeboer zocht contact met de afgescheidenen maar keerde zich later van hen af. De synode van de Christelijke Afgescheiden Kerk van 1846 constateerde "dat Ledeboer zich afzijdig hield en dat er overal gemeenten gesticht werden die zich naar hem noemden." Ledeboer verklaarde "dat hij ter oorzaak van het verzoek om vrijheid van godsdienst zich niet met de afgescheidenen kon verenigen." 
Kenmerkend voor de ledeboeriaanse gemeenten was de handhaving van de psalmberijming van Datheen en het traditionele ambtsgewaad: de kuitbroek en de bef. Na het overlijden van Ledeboer ontstond er tussen de ledeboeriaanse predikanten P. van Dijke in St. Philipsland en D. Bakker (1821- 1885) in 's-Gravenpolder een conflict. Als gevolg hiervan leefde men in een tweetal groepen verder: de bakkerianen en de dijkianen.

Kersten predikant van de kruisgemeente in Meliskerke, wist met medewerking van zijn ledeboeriaanse collega N. H. Beversluis, een vereniging te bewerkstelligen tussen de kruisgemeenten (rondom Fransen) en de ledeboeriaanse gemeenten (tak ds. P. van Dijke). Beide groeperingen leefden bij de geestelijke nalatenschap van de oude schrijvers uit de 17de en 18de eeuw, maar vooral praktische obstakels hield hen gescheiden. In 1905 waren de besprekingen tussen beide kerkelijke groeperingen ten einde gekomen. Op 4 en 5 juni 1907 was een delegatie namens de kruisgemeenten aanwezig op de Algemene Vergadering van de ledeboeriaanse gemeenten in Middelburg, om de laatste bezwaren weg nemen. De kruisgemeenten deden het voorstel om de psalmen van Datheen in alle classisvergaderingen en synodale bijeenkomsten te gebruiken, "opdat geen der broeders uit uwen kring in hun gemoed bezwaard worden." "Bovendien zullen onze leeraars in uwe kerken volgaarne gebruik maken van de oude psalmberijming, terwijl uwe leeraars dienstdoende in onze gemeenten volkomenlijk de vrijheid verleend wordt de oude berijming op den kansel te gebruiken." Op 9 en 10 oktober 1907 werd op een Algemene Vergadering in Rotterdam het ontstaan van de Gereformeerde Gemeenten bekrachtigd. De naam van het officieel orgaan van de Gereformeerde Gemeenten, het weekblad De Saambinder, dat in november 1919 voor het eerst verschijnt, refereert aan deze gebeurtenis. 

### Periode 1907-1931

#### Opbouw van de organisatie
Kersten die nadien de gemeenten van Rotterdam (1906-1912), Yerseke (1912-1926) en nogmaals Rotterdam (1926-1948) diende, vervulde tot na de Tweede Wereldoorlog een gezichtsbepalende rol in het kerkverband. Onder zijn leiding werden hervormingen ter hand genomen. Veel gemeenten waren het naleven van een kerkorde niet meer gewend. In 1908 publiceerde Kersten de brochure De Tucht in de Kerke Christi. Kersten gaf ook een toelichting op de Gereformeerde Dogmatiek uit, waarin hij citeerde uit werken van gereformeerde dogmatici zoals Kuyper, Bavinck en Honig, maar ook aansluiting zocht bij theologen uit de tijd van de Reformatie en Nadere Reformatie. Zijn verklaring van de Heidelbergse Catechismus kreeg een belijnd dogmatisch karakter.
Kersten wees op misvattingen in eigen kring. In een artikelenserie in De Saambinder (verschenen tussen 28 april 1927 en 13 juni 1929) en later verschenen in boekvorm onder de titel Meer dan overwinnaars, waarschuwde hij voor het bouwen op gevoelens. "Maar als dan ook onze ziel geen behoefte aan Christus heeft, werpt dan al uw bevindingen weg; zij zijn slechts misleidingen, voortgekomen uit een benauwde consciëntie; zij missen het stempel van Gods werk te zijn." "Tekort zullen zijn uw tranen, uw gemoedsbewegingen, uw toestandjes; tekort in een woord zal alles zijn wat buiten Christus is om u voor God te bedekken." Kersten voelde zich verwant aan de hervormd-gereformeerde predikant I. Kievit die zich in 1936 uitsprak als voorstander van een voorwerpelijk-onderwerpelijke prediking. Ook voor de christelijk-gereformeerde docenten P.J.M. de Bruin  en A. van der Heijden had hij waardering. Kersten spande zich in om het lezen van de oude schrijvers te bevorderen. Een bijzondere voorliefde koesterde hij voor de theoloog Comrie. Zijn wens was een volledige uitgave van diens werken, maar de realisatie daarvan moest voorlopig op zich laten wachten. In het spoor van Kersten hebben ook latere docenten aan de Theologische School, waaronder A. Vergunst en  A. Moerkerken de band met de Nadere Reformatie en de theologie van Comrie willen benadrukken.
Kersten wees een allegoriserende tekstverklaring zoals hij die aantrof in preken van sommige kruisdominees af. Aan de andere kant had hij bezwaren tegen de mening van 'Kuyperiaanse predikanten' die zeggen "geen bevinding op de preekstoel." De periode 1907-1930 moet gezien worden tegen de achtergrond van het klimaat destijds binnen de Gereformeerde Kerken in Nederland. In deze kerken was sprake van een zeker 'triomfantelijk calvinisme' waarbij de theorie van de veronderstelde wedergeboorte een rol speelde. Kersten benadrukte in zijn preken onvermoeibaar de noodzaak van "hartsvernieuwende genade". 
"Beproef uzelf of u in waarheid uzelf door de ontdekking van de Heilige Geest hebt leren mishagen vanwege de zonde en of u door het geloof in Christus verzoening heeft mogen vinden, daarvan getuigenis geven in een heilige wandel. Ik moet u met de sleutel van het Woord des Heeren uitsluiten van de tafel des Verbonds, al is uw leven en belijdenis onberispelijk, zodat de sleutel van de ban op u niet van toepassing is. Er zijn twee sleutels van het Koninkrijk des Hemelen en met de verkondiging van het Woord moet elke getrouwe dienaar van Christus hen uitsluiten, die geen kennis hebben aan de wederbarende genade van God."
De periode 1930-1950 moet gezien worden in het kader van de opkomst van nieuwe gereformeerde stromingen, waaronder J. G. Woelderink en K. Schilder (de geestelijke vader van de Gereformeerde Kerken vrijgemaakt). Deze theologen verwierpen evenals Kersten de theorie van de veronderstelde wedergeboorte, maar hadden een sterke objectieve inslag (de eis om te geloven) en weinig oog voor het z.g. onderwerpelijke (noodzaak werk van de Heilige Geest). In deze periode werd ook de strijd over de z.g. 'twee- of drie-verbondenleer' gevoerd, die in 1928 begon.

#### Theologische School
Ook de gedachte dat predikanten het zonder studie kunnen stellen wees Kersten stellig af. Het verschijnsel om tekst en preek af te wachten tot voor de trap van de preekstoel, sprak tot de verbeelding binnen de kruisgemeenten rondom Fransen en de ledeboeriaanse gemeenten. Ledeboer maakte studie van zijn preken en wilde ook een zekere orde in het kerkelijk leven handhaven, maar onder zijn navolgers vervielen er in de liefde voor het buitengewone. Ook na 1907 konden niet allen zich vinden in de noodzaak van een theologische opleiding, waaronder J. Fraanje. Dit was een predikant die destijds veel achting genoot. Een theologische school werd in de volksmond aangeduid als een "domineesfabriek." De oprichting van een eigen Theologische School was voor Kersten echter een principieel punt.   
In 1913 kwam W. den Hengst vanuit de Gereformeerde Kerken als predikant in Veenendaal over naar het kerkverband. Een geestelijke verandering was hier aan vooraf gegaan. Vanwege de veranderde inhoud van zijn preken werd hij door zijn collega's beschuldigd van "het bedrijven van mystiek." Den Hengst verdedigde zich en verwees naar J. van Lodenstein, J. Koelman, Th. Goodwin, W. à Brakel, Th. Boston, Th. van der Groe. "Mannen die in het leven der genade beproefd en geoefend waren." Op last van de synode was Den Hengst in de periode 1916-1926 begonnen, vanuit zijn woning in Leiden, theologisch onderwijs te geven aan een eerste generatie predikanten, waaronder G. van Reenen (1864-1935), A. de Blois (1887-1971), J. Overduin (1881-1961), R. Kok, W. C. Lamain (1904-1984) en M. Heikoop (1890-1944). Den Hengst moest wegens zijn gezondheid in 1926 als docent bedanken en overleed op 7 juni 1927. 
In juni 1923 had Den Hengst de noodzaak van een officiële theologische opleiding aan de orde gesteld en Kersten zette zich in voor de daadwerkelijke realisatie. In 1925 kon hij schrijven: "Ik beken eerlijk, de opleiding zoals wij die zullen krijgen naar ik hoop van de synode is slechts lapwerk. De volle bekwaammaking zo onze vaderen die kenden, zal ons zeer verre ontbreken. Dat bekennen is mij droevig. Maar toch het weinige dat ik mij voorgesteld heb te bereiken, is iets ten goede." Op 13 januari 1927 werd door ds. H. Kieviet de opening van de Theologische School in Rotterdam verricht. Kersten was in 1928 ingenomen met de overkomst van J.D. Barth (1871-1942), een predikant die de rol van docent zou kunnen vervullen. Maar wegens gezondheidsredenen was deze predikant daar niet toe in staat. Hierna kwam Kersten in contact met C. Steenblok, in 1941 tot doctor in de theologie gepromoveerd op een onderzoek naar de opvattingen over de zondagsheiliging van G. Voetius.

#### Zending
In 1906 knoopte Kersten contacten aan met D. J. Benjamin. Door publicatie van een levensschets van deze Armeense zendingspredikant, kwam de zending meer op de agenda te staan.

#### Politiek
Op 24 april 1918 richtte Kersten met steun van anderen een Staatkundig Gereformeerde Partij (SGP) op. Ook buiten het kerkverband verwierf hij medestanders, zoals P. Zandt, J. van der Vegt, G. Salomons, en J.D. Barth. De SGP wees de samenwerking van de Anti-Revolutionaire Partij (ARP) met de Rooms-Katholieken af. Op 26 juli 1922 werd een zetel behaald en deed Kersten zijn intrede in de Tweede Kamer. In 1925 werd de fractie uitgebreid met Zandt en in 1929 met Ir. C.N. van Dis als derde afgevaardigde. 

#### Onderwijs en jeugdwerk
In 1926 telden de Gereformeerde Gemeenten veertien eigen lagere scholen. Samenwerking met de Gereformeerde Kerken werd afgewezen, vanwege "het optimistisch getinte mens- en kindbeeld van het neocalvinisme." Kersten stimuleerde het volgen van middelbaar en hoger onderwijs in eigen kring. Hij was voorstander van jeugdwerk binnen de kerkelijke gemeenten onder ambtelijke leiding.  

#### Strubbelingen
Ondertussen werd binnen het kerkverband over het stichten van de theologische school, de oprichting van eigen lagere scholen en het actief bedrijven van politiek veel discussie gevoerd.   
De ledeboeriaanse predikant L. Boone (1860-1935) had op 5 juni 1907 ingestemd met de vereniging, maar verklaarde na 4 maanden alsnog bij het oude te willen blijven: “in de lijn van de godzalige ds. Ledeboer ds. Van Dijke etc.” Het zou hem behalve de psalmberijming van Datheen en het ambtsgewaad, ook gegaan zijn om het verdwijnen van het kerkbegrip van de ledeboerianen waar het begrip 'noodkerk' centraal stond. Ook had het zijn voorkeur vast te houden aan de naam oudgereformeerd. Kersten wilde (anders als de afgescheidenen) de Nederlandse Hervormde Kerk van na 1816 niet als een 'valse kerk' bestempelen, maar was wel voorstander van een hogere organisatiegraad als binnen de Oud Gereformeerden Gemeenten, (het kerkverband dat ontstond toen Boone alsnog met een aantal gemeenten op zichzelf bleef staan), gangbaar was. De gemeenten van Boone fuseerde in 1948 met de Federatie van Oud Gereformeerde Gemeenten, waarna het huidige kerkverband van de Oud Gereformeerde Gemeenten in Nederland is ontstaan.
In 1930 verlieten de broers D. C. Overduin (1875-1946) en J. Overduin (1881-1963) de Gereformeerde Gemeenten vanwege een theologisch geschil. De beide broers hadden weinig op met synodale besluiten en bleken bovendien moeilijk met Kersten overweg te kunnen. Door het vertrek van de gebroeders Overduin ontstonden de Gereformeerde Gemeenten in Hersteld Verband. Deze gemeenten hebben zich na enkele decennia aangesloten bij de Christelijke Gereformeerde Kerken.
In deze periode werden ook de leeruitspraken van 1931 opgesteld. De predikanten H. A. Minderman (1856-1933) en A. de Blois spraken hun bedenkingen uit tegen de gang van zaken (kerkordelijk), alsmede uitte zij enkele inhoudelijk theologische bezwaren.

### Positie van de Gereformeerde Gemeenten ten opzichte van andere kerkverbanden (periode voor de Tweede Wereldoorlog)
In 1909 stuurde de synode van de Gereformeerde Kerken een uitnodiging om het gesprek aan te gaan, maar vanwege bezwaren tegen de 'leer van de veronderstelde wedergeboorte' wezen de Gereformeerde Gemeenten dit verzoek af.

#### Samensprekingen met de Christelijke Gereformeerde Kerk
In 1919 wendde de synode van de Christelijke Gereformeerde Kerk zich tot het kerkverband met een zelfde verzoek. De contacten verliepen enigszins stroef, maar toch kwam het zover dat er een gemeenschappelijke naam werd bedacht bij een eventuele vereniging van beide kerken, namelijk 'Nederduitse Gereformeerde Gemeenten', een verwijzing naar de oorspronkelijke naam van de aloude Gereformeerde Kerk van de Reformatie.

##### De discussie over het genadeverbond
In het voorjaar van 1928 ging dit samenspreken volledig op slot toen een pennenstrijd ontstond, die duurde vanaf eind jaren twintig tot ver in de jaren dertig. Aanleiding vormde het toen zojuist verschenen Lesboek over de Gereformeerde Geloofsleer van de christelijke gereformeerde predikant J. Jongeleen. Diens kerkverband had zich geprofileerd in de opvatting van een onderscheid tussen het verlossingsverbond (van eeuwigheid) en het genadeverbond (in de tijd) contra de theorie van de veronderstelde wedergeboorte van Kuyper. Deze theorie hing samen met de vereenzelviging van deze beide verbonden. Dit onderscheid werd ook gemaakt door W. Heyns, hoogleraar aan de Theologische School in Grand Rapids (VS). Op zowel de voorstelling van Jongeleen als van Heijns had Kersten kritiek. Deze visie leidde volgens hem tot een "verbondsontzenuwende" leer. Hoewel mogelijk anders verwacht, sloten de gelederen zich binnen de Christelijke Gereformeerde Kerk rondom Jongeleen. Ook De Bruin en Wisse spraken hun steun voor Jongeleen uit, hoewel Wisse gelijktijdig sprak van "een droevig broedergeschil." Jongeleen  verwees in 1935 naar woorden van Kersten uit 1924 waarin hij zich meende te herkennen. Hij concludeerde dat er een verandering moest opgetreden zijn bij de Kersten van 1924 en die van 1928 en de jaren daarna. In beide kampen werd instemmend verwezen naar de formulering 'tweeërlei kinderen des verbonds' van I. Kievit. De Gereformeerde Gemeenten namen meer afstand van de Christelijke Gereformeerde Kerk en spraken in de jaren daarna herhaaldelijk uit: “dat een vereniging met de Christelijke Gereformeerde Kerk niet kan, omdat zij de drie-verbondenleer aanhangt." De synode van 2001 besloot een uitnodiging tot een gesprek te aanvaarden.   
Kerkhistoricus M. Golverdingen (1941-2019) sprak later van een "polemische toon" die aan beide kanten te scherp zou zijn geweest. Bepaalde woorden hadden een geestelijke lading gekregen en zo vertroebelde de discussie. Een woord als "verbondsinwilliging" kon verkeerd begrepen of uitgelegd worden. 
Kersten keerde zich tegen de opvatting dat alle bondelingen (die geboren worden uit gelovige ouders) delen in de heilsbeloften van het genadeverbond, waarvan de doop het teken en zegel is, maar vooral de gedachte dat dit bezit bij het opgroeien gelovig moet worden aanvaard of kan worden verworpen. Anderzijds neemt hij stelling tegen een prediking die de verantwoordelijkheid van de mens wegneemt, "door een eenzijdig voorstellen van Gods raad. Die prediking wordt oorzaak dat velen zich achter hun onmacht verschuilen." 

#### De leeruitspraken 1931 en de visie op verbond en beloften
Op 27 mei 1931 kwam de synode tot een uitspraak over het verbond der genade en de plaats die de verkiezing hierbij inneemt. Deze uitspraken zijn bekend geworden als 'de leeruitspraken van 31.' De gedachte dat er sprake was van een compromis tussen een z.g. 'Kersten-vleugel' en 'Kok-vleugel' wees Golverdingen af. Ook De Blois kon zich vinden in de uiteindelijke formuleringen.
Deze leeruitspraken luiden als volgt:
1. Dat het Verbond der Genade staat onder de beheersing van de uitverkiezing ter zaligheid, dat het wezen des verbonds daarom alleen geldt de uitverkorenen Gods en nooit kan gelden het natuurlijk zaad. Dat aard en wezen van Verbond der Verlossing en Verbond der Genade één zijn en niet twee. In wezen is het één verbond.
2. Dat de Heilige Schrift slechts spreekt van twee verbonden in betrekking tot de eeuwige staat van de mens, namelijk het Verbond der Werken en het Verbond der genade.
3. Dat wat het wezen des verbonds betreft, de Heilige Schrift alleen spreekt van twee Hoofden; Adam hoofd van het Verbond der Werken, Christus Hoofd van het Verbond der Genade, volgens Romeinen 5: 12-19, 1 Korinthe 15: 22, enz.
4. Dat een verbond in zijn wezen twee partijen kent; dat gelijk God met Adam als het vertegenwoordigend Hoofd van al zijn zaad, het Verbond der Werken heeft opgericht, Alzo met Christus, als het vertegenwoordigend Hoofd van al de Zijnen, het Verbond der Genade, terwijl het (subjectief) wordt opgericht, met de uitverkorenen, als zij door wedergeboorte en geloof in de tijd in dat Verbond worden ingelijfd.
5. Dat het Verbond der Genade van God een bediening heeft ontvangen, een openbaringsvorm, die wisselde en die meerderen omvat dan de uitverkorenen Gods. Deze laatste echter alleen zijn wezenlijk in het Verbond begrepen.
6. Dat de verantwoordelijkheid van elk mens wortelt in de schepping. Geschapen naar Gods beeld, eist God van de gevallen mens Zijn beeld terug. En die verantwoordelijkheid wordt groter door de ernstige aanbieding van Christus en de Verbondsweldaden in het Evangelie, als blijkt uit vele plaatsen als Ezechiël 33: 11; 2 Korinthe 5: 20; Mattheus 23: 37; Lukas 10: 13-15; Johannes 3: 36; 5: 40; Openbaringen 22: 17 enz.[16]

De Gereformeerde Gemeenten maken onderscheid tussen wezen en bediening. Het genadeverbond heeft een openbaringsvorm. Er is tweeërlei betrekking tot en tweeërlei inzijn in het verbond. De prediking van de verzoening (de uitwendige roeping) komt welmenend tot alle hoorders en staat niet onder de beheersing van de uitverkiezing. Wedergeboorte (de inwendige roeping) is nodig om te delen in het wezen van genadeverbond. God eist geloof en bekering. Dit zijn tevens beloften (geen voorwaarden) van het genadeverbond. Typerend voor de Gereformeerde Gemeenten is het onderscheid dat gemaakt wordt in onvoorwaardelijke beloften van het verbond en de voorwaardelijke beloften van het evangelie. 
Een verschil met de Gereformeerde Gemeenten in Nederland is dat deze kerkelijke groepering van mening is, "dat een onderscheid tussen beloften van het verbond alleen voor de uitverkorenen en beloften van het evangelie voor alle hoorders niet juist is."
De verbondsopvatting, waarbij elke gedoopte in het verbond wordt aangemerkt, het zaligmakend geloof bij elk wordt verondersteld en de vraag "hoe kom ik met God verzoend? " in de prediking geen betekenis meer heeft, wordt nadrukkelijk afgewezen."

##### De kritiek van Woelderink
In 1935 en 1936 bekritiseerde de theoloog J.G. Woelderink de leeruitspraken van 1931. Hij stelde ter discussie of de Gereformeerde Gemeenten wel het recht hadden om een uitspraak te doen over een leerstuk dat voortaan als splijtzwam naast de Drie Formulieren van Enigheid zou gaan fungeren. Zijn kritiek wees Kersten van de hand met een verwijzing naar de Vijf Walcherse artikelen (1693).  De dogmatische bezwaren van Woelderink waren, de onderscheiding van een inwendig en uitwendig verbond. Ook wilde hij niet weten van de tweeërlei roeping. Hij vergeleek dit met "de doperse leer van het inwendige licht." Woelderink legde nadruk op de eis, dat van alle belijdende leden de gang naar het heilig avondmaal verwacht wordt. Wat betreft de doop schreef Woelderink: "Als ge in het doopsformulier de beloften leest en herleest, die u door een drie-enig God verzegeld worden, vergeet dan niet, dat die beloften niet enkel in het algemeen aan de gemeente gedaan worden, maar dat zij ook u persoonlijk gelden. Daartoe toch zijt ge onder het uitspreken, van uw eigen naam gedoopt, opdat ge weten zoudt, dat ook gij in de gemeente van Christus zijt opgenomen, dat er een plaats voor u is ingeruimd in het huisgezin Gods en dat, zodra ge niet meer met melk gevoed maar de vaste spijs kunt verdragen, er ook voor u een plaats is aan de gemeenschappelijke dis". Tegen de verbondsopvatting van Woelderink hebben de Gereformeerde Gemeenten ernstige bezwaren.

### Periode 1931-1953

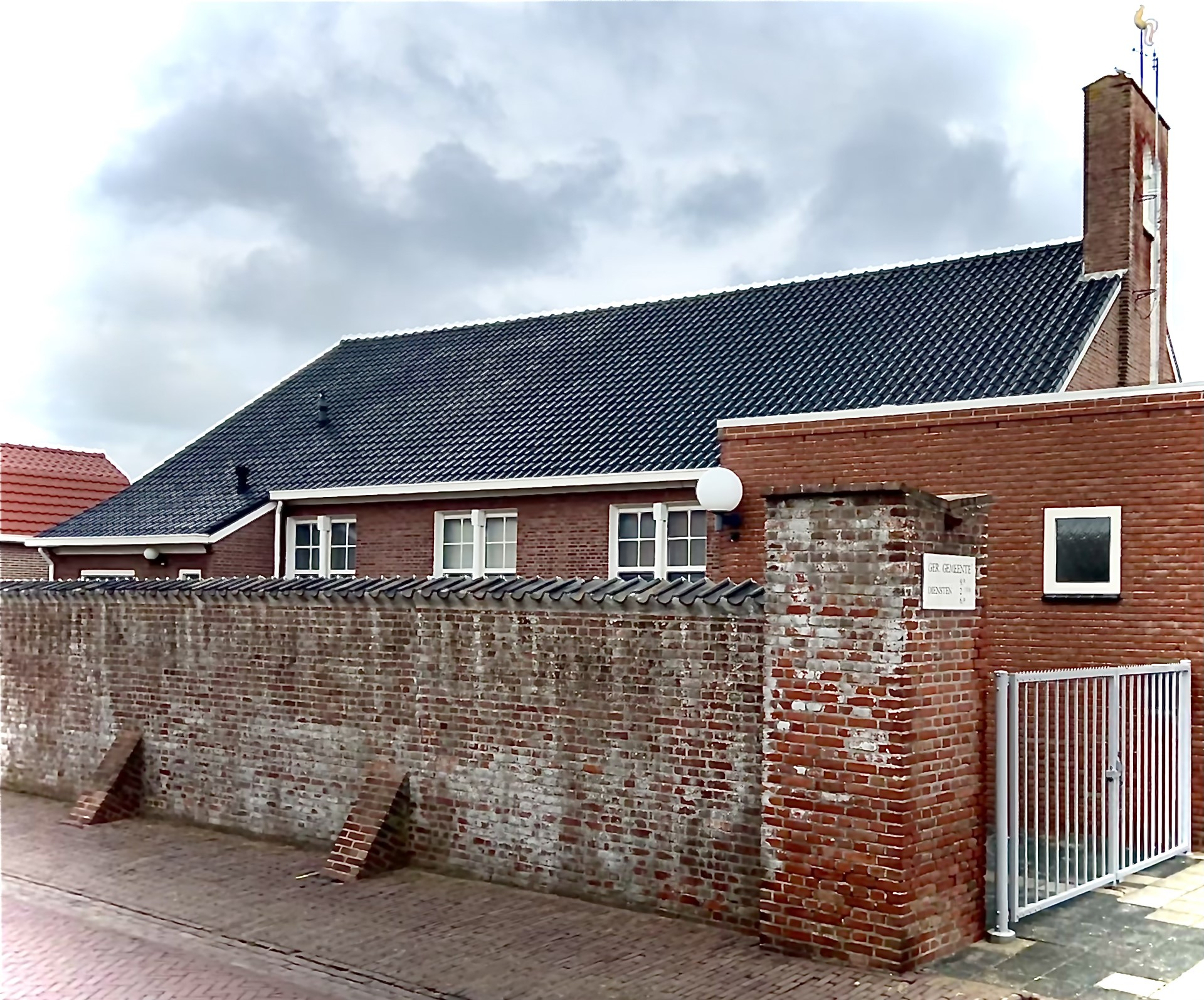
Gereformeerde Gemeente Westkapelle

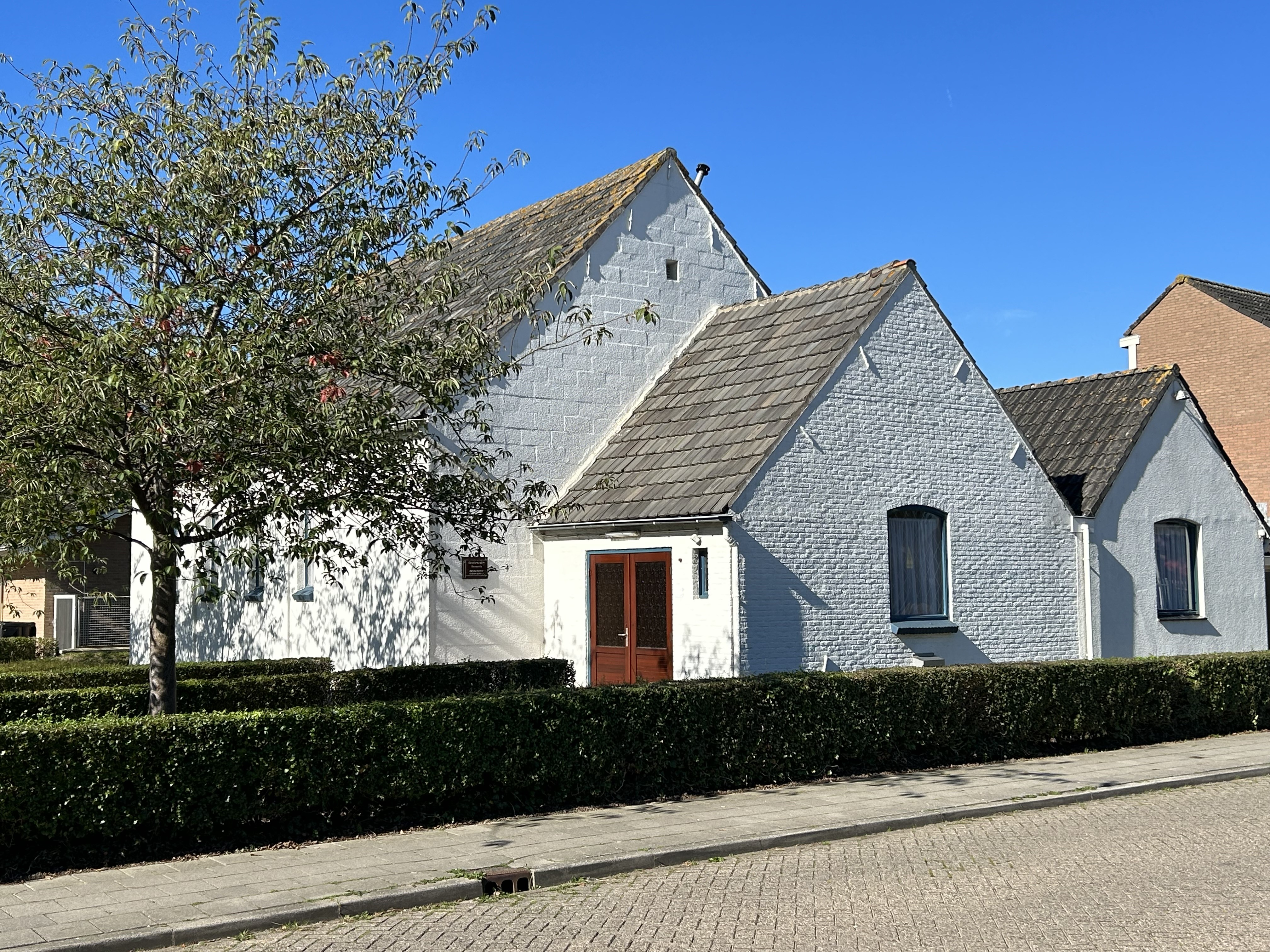
Gereformeerde Gemeente te Oude-Tonge

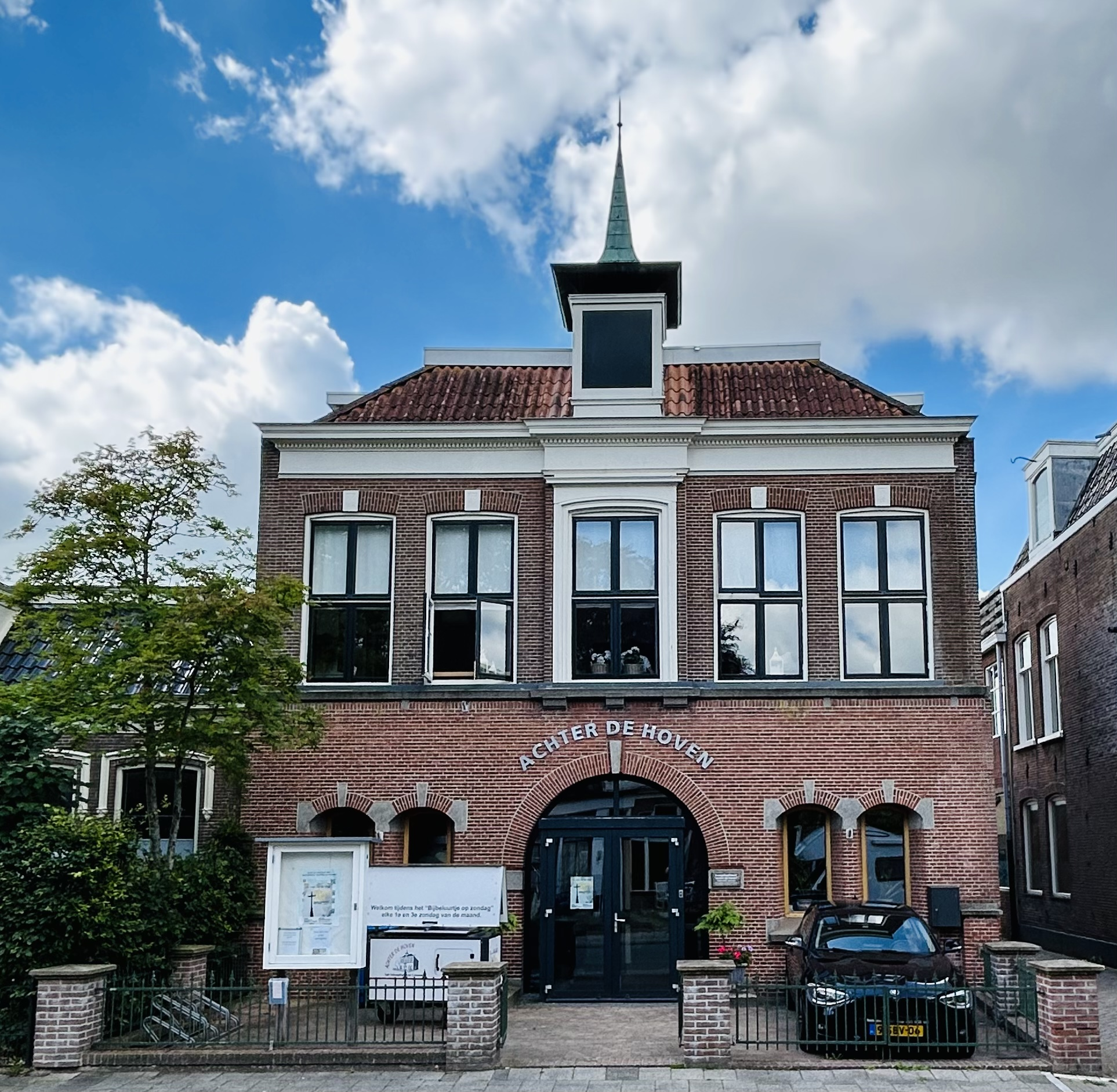
Evangelisatiepost Gereformeerde Gemeenten te Leeuwarden

#### Verdere groei van het kerkverband
In de jaren 30 en 40 vertoonde het kerkverband van de Gereformeerde Gemeenten een snelle groei. Rotterdam-Centrum was in 1930 met circa 3100 leden en doopleden de grootste gemeente van het kerkverband. In 1929 waren er 67 gemeenten met 26.380 leden en doopleden. Twintig jaar later - in 1949 - was het aantal gemeenten toegenomen tot 140 en het aantal leden en doopleden tot 61.883. Dat was meer dan een verdubbeling van het aantal gemeenten en het ledenaantal met een gemiddelde groei van 6,7% per jaar. De groei van het kerkverband was voor een deel te verklaren door aanwas van gemeenteleden uit andere kerken, waar de bevindelijke prediking gedurende de tweede helft van de twintigste eeuw terrein verloor. Ook de meer uniforme dogmatische profilering van het kerkverband speelde wellicht een rol.

#### Aanloop naar de scheuring (Kok en Steenblok)
Tijdens de Tweede Wereldoorlog had Kersten een andere houding aangenomen dan zijn collega Kok. Kok verborg tijdens een razzia in Veenendaal een Joods jongetje onder de preekstoel. Kersten had tot onderwerping opgeroepen aan de Duitse overheersers. In eerste instantie wees hij verzet tegen de Duitsers af en noemde hij hen "de overheid" in plaats van "de bezetter." Zijn artikelen in De Banier ontlokten een deel van zijn achterban de beschuldiging, dat deze periodiek een Duitse krant zou zijn. Dit laatste wees Kersten van de hand, maar niettemin werd hem na de oorlog zijn zetel in de Tweede Kamer ontnomen. In de SGP manifesteerde zich een oppositiegroep tegen hem die vond dat het hoofdbestuur "dubieuze zaken uit de oorlogsjaren" met de mantel der liefde had willen bedekken. Theologische en persoonlijke tegenstellingen traden naar voren.
Kersten wiens gezondheid minder werd, was ingenomen met de overkomst van Steenblok. Deze werd na zijn overkomst benoemd als docent aan de Theologische School Rotterdam en was behulpzaam bij het redigeren van de dogmatiek en de catechismusverklaring van Kersten. Steenblok werd ook hoofdredacteur van De Saambinder. Deze snelle opgang viel niet overal in goede aarde, ook omdat Steenblok zich theologisch ging profileren op een wijze die niet ieders instemming had. Binnen het kerkverband ontstonden discussies die eindigden in de schorsing van Kok, alsmede de beëindiging van het docentschap van Steenblok. Hoofdbezwaar bij Kok was "vereenzelviging van de beloften met het aanbod van genade" en bij Steenblok "loochening van het welmenende aanbod van genade" en "wijze van doceren." Beiden werd in hun voorstelling van zaken een zekere "eenzijdigheid" aangemeten.
In augustus 1949 verscheen van de hand van Kok het boekje Het aanbod van Gods genade. In zijn voorwoord merkte hij op, dat hij tot uitgave was gekomen op verzoek van een broeder: "Ik moest me uitspreken en duidelijk uitspreken, want de mensen begrepen mij niet." Met deze publicatie kon hij de onrust niet wegnemen. Tijdens de synode van 11 januari 1950 werd het bezwaar behandeld tegen het boekje van Kok. Hierin zou te weinig uitkomen "dat er een onderscheid bestaat tussen de beloften van het genadeverbond alleen voor de uitverkorenen, en de aanbieding van het evangelie die tot allen komt die het Woord horen." Kok werd geschorst voor de duur van een half jaar, maar besloot zich toen met zijn gemeente in Veenendaal los te maken van het kerkverband. In 1956 werd hij met zijn gemeente opgenomen in het kerkverband van de Christelijke Gereformeerde Kerken. Degenen die het met deze overgang niet eens waren vormden opnieuw een Gereformeerde Gemeente in Veenendaal. Inhoudelijk stelden de predikanten Vergunst, Verhagen en De Blois zich achter de schorsing van Kok. Golverdingen deelde later de mening dat de gevolgde procedure van de schorsing van Kok "gebrekkig was en aanvechtbaar."
Op de voortgezette synode van 13 april 1950 diende Vergunst een aanklacht in tegen Steenblok. Steenblok had moeite met de formulering "aanbod van genade." Hij sprak liever over "voorstellen van de genade." Omdat Steenblok overging tot publiceren kwam de zaak op scherp te staan. Het leverde een bezwaarschrift op van Verhagen. Een uitvoerig samenspreken leidde tot een overeenkomst. Benadrukt werd het onderscheid dat er bestaat tussen de uitwendige roeping die welmenend komt tot alle hoorders van het Evangelie, met de eis van geloof en bekering, alsmede de inwendige roeping tot zaligheid. 
Het docentschap van Steenblok bleef onder druk staan. Op de synode van 1953 kwam het tot een ontknoping. Volgens Golverdingen werden ook op deze synode "ernstige beleidsfouten gemaakt." De synode onthief Steenblok van zijn functie als docent. Uit protest verlieten de predikanten D.L. Aangeenbrug (1891-1984), M. van de Ketterij (1905-1988) en F. Mallan de vergadering, Steenblok volgde hen. Zo ontstonden de Gereformeerde Gemeenten in Nederland.
In 2017 was er als gevolg van een lokale kwestie een kerkscheuring in de Gereformeerde Gemeente te Kruiningen. De predikant G. Bredeweg verliet hierop met een deel van zijn gemeente het kerkverband en richtte een Vrije gereformeerde gemeente op. 

### Periode 1953 tot heden
In de jaren 60 begonnen de Gereformeerde Gemeenten met zendingswerk in Westelijk Nieuw-Guinea, waaruit de Gereja Jemaat Protestan di Indonesia ontstond. De eerste zendingspredikant die namens het kerkverband werd uitgezonden was Gerrit Kuijt. Later is men zendingswerk begonnen in Albanië, Ecuador, Nigeria en Zuid-Afrika. 

#### Arie Vergunst (1926-1981)
In deze periode kreeg A. Vergunst een gezichtsbepalende rol in het kerkverband. Vergunst was in de jaren 1960 en 1970 diverse malen synodevoorzitter en doceerde aan de theologische school.
Vergunst verdedigde zich tegen de beschuldigingen van A. van Ruler, die de rechterzijde van de gereformeerde gezindte beschuldigde van "ketterijen waarbij die van het modernisme kinderspel lijken." In een uitgebreid artikel in het tijdschrift Wapenveld, deed Van Ruler verantwoording van zijn uitspraak onder de titel Ultra-Gereformeerd en Vrijzinnig. Van Ruler sloot zich aan bij de kritiek van Woelderink, die de term "dopers" (de radicalen uit de tijd van de Reformatie) had gehanteerd met betrekking tot de rechterzijde van de gereformeerde gezindte. Vergunst kwam tot de conclusie, dat zeker niet te ontkennen valt dat er uitwassen te bespeuren zijn binnen het geheel van deze kring, maar dat het negatieve oordeel van Woelderink en Van Ruler hem niet overtuigd had "dat we van de overvloed en vastheid van het evangelie beroofd zijn." "Zolang in onze kringen de geschriften van de Schotse schrijvers als Boston, James Durham, de Erskines en dergelijke zo geliefd zijn en in ere blijven, is het gevaar, waarvoor we moeten waken, vermeden. Zij wisten het belijden van Gods verkiezing en verwerping, zelfs in supralapsarische zin, te verbinden met een ontvouwing van de schatten van het Evangelie zoals zelden geëvenaard werd. Het is geen woestijn van logica, maar hier is de volheid van het Evangelie, dat opkomt uit de fontein van het eeuwig welbehagen."

#### Jan van Haaren (1933-1983)
Gedurende de tweede helft van de twintigste eeuw kregen de Gereformeerde Gemeenten een sleutelrol binnen de bevindelijk-gereformeerde bevolkingsgroep, bijvoorbeeld bij het oprichten van organisaties zoals de Driestar Hogeschool en zorginstellingen. Ook andere interkerkelijke initiatieven als de Gereformeerde Bijbelstichting (GBS) en het Reformatorisch Dagblad (RD) werden na een bemiddelende rol van een aantal predikanten door de Gereformeerde Gemeenten ondersteund. Het feit dat in maart 1969 de Gereformeerde Gemeenten en bloc achter het initiatief uit Driebergen gingen staan, betekende getalsmatig een doorbraak. Vergunst werd gekozen tot voorzitter van het de Raad van Toezicht. De krant die na een aanloop van enkele jaren op 1 april 1971 definitief kon verschijnen heeft een belangrijke functie gekregen als identiteitsmarkering voor de bevindelijk gereformeerde gezindte, een gezindte die versplinterd dreigde te raken.

## Karakter van het kerkverband
Evenals andere reformatorische kerkgenootschappen houden de Gereformeerde Gemeenten vast aan het gezag van de Bijbel, samengevat in de Apostolische geloofsbelijdenis, Geloofsbelijdenis van Nicea, de Geloofsbelijdenis van Athanasius en de Drie Formulieren van Enigheid.  
H. Paul (1928-2019) stelde dat de reformatorische regel bij Bijbelexegese analogia fideï moet zijn: d.w.z. in overeenstemming met het [gehele] geloof.
Wat betreft de praktische uitwerking van Bijbels-theologische thema's staan de Gereformeerde Gemeenten aan de behoudende zijde van het kerkelijke spectrum. Op plaatselijk niveau zijn er soms verschillen waar te nemen. 
In de periode rond de Tweede Wereldoorlog was er sprake van een groot aantal toetreders uit kerken ter linkerzijde. Sinds het begin van de 21ste eeuw is sprake van een zekere stagnatie en omgekeerde beweging. Leden die zich onttrekken gaan meestal over naar de Protestantse Kerk in Nederland of de Hersteld Hervormde Kerk. Nieuwe leden komen vooral uit de Oud Gereformeerde Gemeenten en de Gereformeerde Gemeenten in Nederland. In de periode 2008 tot en met 2017 zag het kerkverband ruim 20.000 (doop)leden vertrekken naar een ander kerkverband. Het aantal toetreders bedroeg minder dan de helft. Het kerkverband is zich ervan bewust door op bepaalde thema's niet toe te geven "een deel van de kudde kwijt te raken." "Als je de kudde per se bij elkaar wil houden, dan moet je veel toegeven." "In andere kerken is men tolerant, maar de verscheidenheid groeit ondertussen door totdat men elkaar helemaal niet meer aanvoelt."

### Kerkorde
De regels voor het kerkelijk samenleven binnen de Gereformeerde Gemeenten zijn vastgelegd in de Dordtse Kerkorde (DKO), behalve datgene dat door gewijzigde omstandigheden in onbruik is geraakt. De gemeenten staan onder leiding van een kerkenraad die bestaat uit een eventuele predikant en de ouderlingen. In breder verband behoren bij de kerkenraad ook de diakenen. De gemeente maakt deel uit van een classis, d.i. een groep van tien tot vijftien gemeenten. Gemeenschappelijke zaken worden besproken en ook kunnen individuele leden eventuele bezwaren tegen een kerkenraadsbesluit op de classis brengen. De classis vergadert vier keer per jaar en is samengesteld uit afgevaardigden van de kerkenraden, uit iedere kerkenraad twee leden (zo mogelijk de predikant en een ouderling). Eens per jaar wordt er een particuliere synode gehouden. Afgevaardigden uit enkele classis komen dan bij elkaar om zaken die een bredere omvang hebben te bespreken. Eens in de drie jaar wordt een generale Synode gehouden waar afgevaardigden uit de vier particuliere synoden bijeenkomen in een vergadering om de zaken te bespreken die het totale kerkverband aangaan. De generale synode stelt deputaatschappen in die zaken moeten behartigen die meer aandacht vragen tussen de synodevergaderingen. Deze deputaatschappen brengen rapporten uit.

### Prediking
De Gereformeerde Gemeenten voelen zich verbonden met de beweging van Reformatie en Nadere Reformatie, de Engelse en Schotse Puriteinen. Men wil een Schriftuurlijk-bevindelijke prediking voorstaan, waarbij het Woord (de Bijbel) gezag heeft. Er is aandacht voor staat en stand, onderscheiding en kenmerken van het geloof. De laatste decennia werd intern kritiek geuit, wat zich concentreerde rondom onderwerpen als het aanbod van genade en de beloften van het evangelie. Deze zouden onvoldoende functioneren. De kritiek werd door de synode afgewezen en de critici verlieten het kerkverband. In 2022 mengde van buitenaf G.A. van den Brink zich in de discussie. Behalve bijval oogstte diens visie ook bedenkingen "omdat in zijn beschouwing de weg tot, de Werkmeester en de oefening van het geloof niet of nauwelijks ter sprake komt." "Van den Brink isoleert het geloof van andere Bijbelse waarheden." "De eis van ellende is geen eis als verdienstelijke voorwaarde, maar de weg waarlangs de Heilige Geest het geloof werkt." Volgens Moerkerken is de gedachte "dat wij onnodige barrières opwerpen om tot Christus te gaan" een misvatting.
De predikant H. Paul (1928-2019) schrijft in zijn boekje Uit genade, oorsprong en uitwerking van het geloof (2018) "De prediking behoort voorwerpelijk-onderwerpelijk te zijn. Dat is eigenlijk één woord. Wat houdt dat in? Het zegt ons dat er een onlosmakelijk verband tussen beide delen moet zijn." "Het voorwerpelijke van de prediking zegt ons dat deze strikt gebonden is aan het Woord. Het onderwerpelijke zegt ons dat deze in verbinding staat met de Geest, Die het Woord gaf en het leven der genade werkt en tot openbaring brengt. Calvijn zegt hierover: De waarheid van God moet ons in de ingewanden ingezonken zijn. Het gepredikte Woord moet door de Heilige Geest als het ware geïncarneerd worden in het hart van de enkeling. Dit geldt voor hem die het woord brengt als voor de hoorder. De prediking kan daarom worden omschreven als uitlegging en toepassing van het Woord van God, ons in de Schrift geopenbaard."
Volgens Paul is het belangrijk beide elementen overeind te houden: "Wie eenzijdig het werk van de Heilige Geest preekt, maakt van de Geest van God en de Geest van Christus een zelfstandigheid. Hij toont niet op de hoogte te zijn van de soberheid waarmee de Schrift over het werk van de Geest spreekt. Hier krijgt de wedergeboren gelovige gemakkelijk een zelfstandige plaats. Daarbij ligt het gevaar van de valse mystiek op de loer."

### Liturgie
Liturgisch wordt in de eredienst vastgehouden aan de Statenvertaling van de Bijbel en de Psalmberijming van 1773. Er zijn enkele gemeenten (in de provincie Zeeland) waar de Psalmen van Datheen gezongen worden. Overal worden de psalmen niet-ritmisch gezongen.

### Concentratie
Uit cijfers blijkt dat Gereformeerde Gemeenten op de westrand van de Veluwe sterk zijn gegroeid. In 1960 telde de classis Barneveld 5615 leden en in 2011 16.543, een verdrievoudiging. De Gereformeerde Gemeenten in Rotterdam namen in ledenaantal af van 7494 in 1950 tot 1587 in 2000. De gemeenten rond Rotterdam (Hendrik-Ido-Ambacht, Alblasserdam, Sliedrecht etc.) namen in diezelfde periode toe van 1533 naar 7272. Het gevolg van voortgaande suburbanisatie is dat enerzijds kerken buiten de Bijbelgordel gemeenten werden gesloten, zoals Haarlem, Akkrum, Rotterdam-West, ’s-Gravenhage-Zuid, en Lemmer. Anderzijds werden op verschillende plaatsen binnen de Bijbelgordel nieuwe en vergrote kerkgebouwen gebouwd. Men trekt naar plaatsen waar eigen voorzieningen (scholen) zijn. Gevolg is dat kerkelijke gemeenten in de grote steden en buiten de Bijbelbelt steeds kleiner en minder worden.

## Ontwikkelingen

#### Discussie Bijbelvertaling
In 2013 ontstond onrust door het afwijzen van de Herziene Statenvertaling (HSV) door de synode. Deze laatstgenoemde vertaling verscheen in december 2010. Oproepen om herziening en/of het vervangen van verouderde woorden in de Statenvertaling worden regelmatig gedaan, omdat veel jongeren en ouderen moeite hebben bij het begrijpen van de Bijbeltekst. De Gereformeerde Gemeenten wijzen de Herziene Statenvertaling af, omdat zij van mening zijn "dat er geen sprake is van een herziening, maar van een nieuwe vertaling die in veel gevallen verder gaat dan de NBG vertaling van 1951." Vanwege bezwaren tegen deze laatste vertaling heeft men zich in 1966 met andere kerkverbanden verenigd in de Gereformeerde Bijbelstichting.
"De vertalers van de Herziene Statenvertaling hebben gekozen voor een vrijere vertaling ten koste van de letterlijke vertaling." Daarnaast zou in de Herziene Statenvertaling sprake zijn van 'inhoudelijke theologische verzwakkingen' als gevolg van de herziening.  "Wie overstapt op de Herziene Statenvertaling zal eerder vervreemd raken van het geestelijk en theologisch gedachtegoed dat schittert in de Statenvertaling en de gereformeerde belijdenisgeschriften."
In 2016 verscheen De Bijbel met uitleg. Dit is een editie van de Statenvertaling zoals uitgegeven door de Gereformeerde Bijbelstichting met uitleg van woorden en verzen en illustraties. Aan dit initiatief namen behalve vanuit de Gereformeerde Gemeenten ook predikanten uit andere kerkverbanden deel.

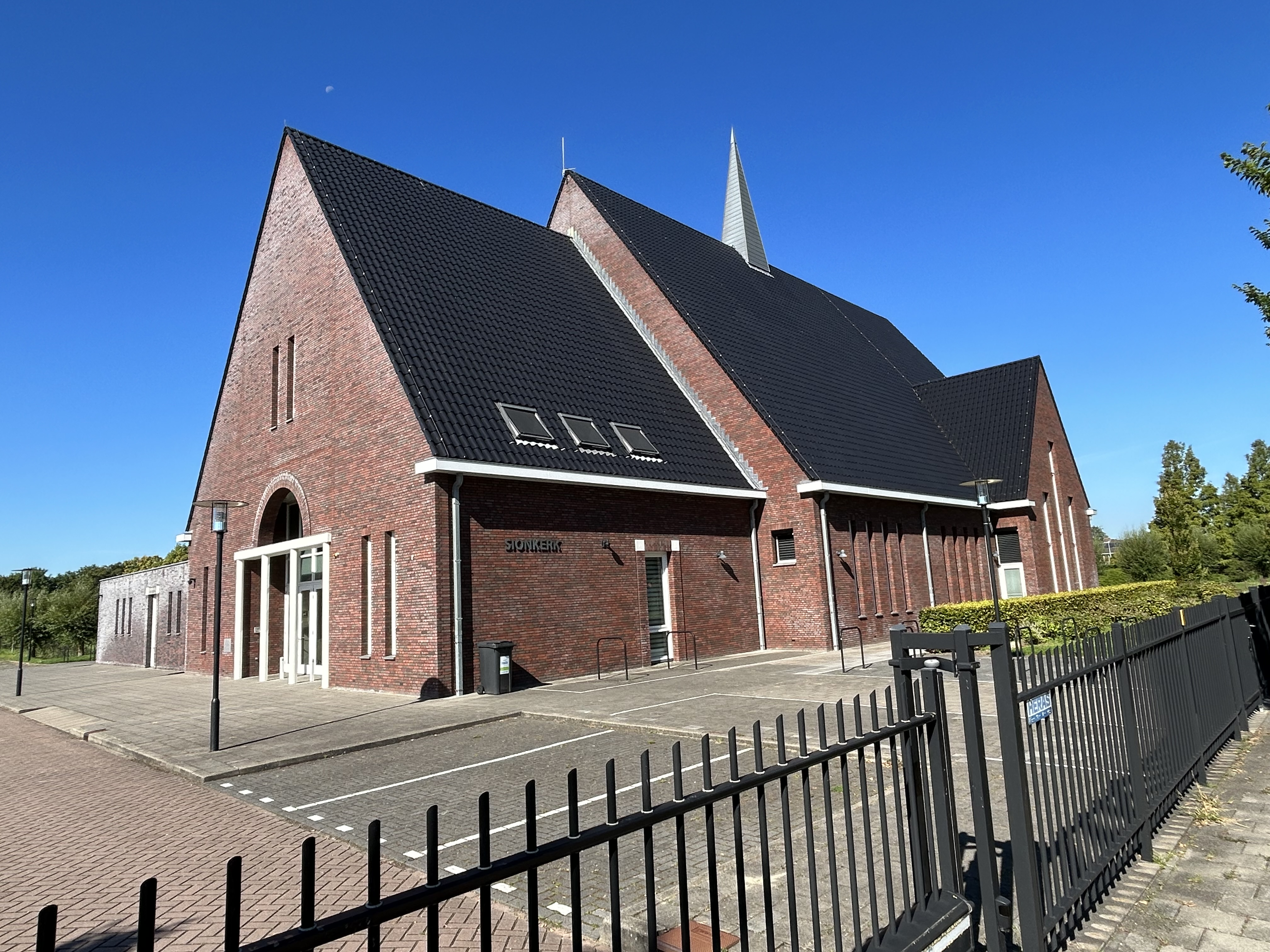
Gereformeerde Gemeente te Middelharnis

#### Kerkelijke eenheid en samenwerking
Ten tijde van Vergunst bezonnen de Gereformeerde Gemeenten zich op kerkelijke eenheid. Vergunst was van mening "dat het jammerlijk gescheurd zijn van de gereformeerde gezindte het Schriftuurlijk getuigen tegen het diep verval van het Nederlandse volk in de weg stond." "Nodig is een krachtige herleving van de gereformeerde beginselen die een kerkelijk en nationaal reveil kunnen bewerken." 
In de steeds weer opduikende eenzijdigheden ter linker en ter rechterzijde van het kerkelijke spectrum, zag hij de gevaren: "Niemand die de gereformeerde leer kent, zal de menselijke verantwoordelijkheid kunnen loochenen. Wanneer men deze leer eenzijdig benadrukt en de juiste plaats, die deze leer in het geheel van de verkondiging van de waarheid Gods moet hebben, uit het oog verliest, verkeert men in groot gevaar tot een werkheilig activisme en praktisch remonstrantisme te vervallen. Alleen in nauwe samenhang met de leer van de volstrekte soevereiniteit Gods en met de volledige erkenning van het totale onvermogen ten goede van de gevallen mens, zal de juiste prediking van de verantwoordelijkheid moeten plaats vinden. En zo is het ook met de andere stukken van de Bijbelse leer."
Wat betreft de beoordeling van de Afscheiding van 1834, liet Vergunst blijken, dat bij hem bij de bestudering van deze geschiedenis, "eerder besef van eerbied groeit als kritisch en afkeurend." "In innige overtuiging zeg ik, dat de vaders der afscheiding, aan wie niets menselijks vreemd was, niets anders hebben kunnen en mogen handelen, dan ze deden. In hun leven licht iets van de strijdbaarheid en het heroïsche op, waarvan ook de reformatiegeschiedenis zelf zo vol is geweest." Vergunst pleit niet graag voor lichtvaardig scheuren, "maar er is ook een ongelovig en ongehoorzaam volharden in een zoeken van ijzer en leem bijeen te houden, vooral als dit streven wordt gevoed uit een romantisch kerkbegrip."
Met de Gereformeerde Gemeenten in Amerika en Canada onderhouden de Gereformeerde Gemeenten een band die bestaat uit het aanvaarden van de attestaties van elkaars leden, maar ook het beroepen van elkaars predikanten en het laten preken van elkaars predikanten. 
Met de Oud Gereformeerde Gemeenten in Nederland onderhouden de Gereformeerde Gemeenten een band die bestaat uit het erkennen van elkaars attestaties.
Naar aanleiding van een onderzoek naar de scheuring van 1953 is kerkelijke eenheid met de Gereformeerde Gemeente in Nederland weer ter sprake gekomen. Aan beide zijde werd ingenomenheid getoond met het onderzoek. Aangezien beide kerkverbanden wel een eigen profiel hebben ligt kerkelijke eenheid op korte termijn niet voor de hand. Formeel zijn er verschillende theologische formuleringen. In 2020 spraken de Gereformeerde Gemeenten uit, het voor hen kenmerkende "onderscheid tussen evangeliebeloften en verbondsbeloften" te handhaven. Binnen de Gereformeerde Gemeenten in Nederland werd dit laatste betreurd.
Tussen de Christelijke Gereformeerde Kerken en de Gereformeerde Gemeenten zijn in een vroeger stadium intensievere contacten geweest. Beide kerkverbanden zijn inmiddels ver uit elkaar gegroeid. Het behoudende deel van de CGK bleef aan de Gereformeerde Gemeenten verwant.
Ten opzichte van de Hersteld Hervormde Kerk is sprake van samenwerking geweest rond de herdenking van de Dordtse synode. De Hersteld Hervormde Kerk is breder georiënteerd als de Gereformeerde Gemeenten gezien dit kerkverband verschillende bloedgroepen bevat uit de vroegere Nederlandse Hervormde Kerk: de Gereformeerde Bond binnen de Nederlandse Hervormde Kerk en een meer behoudende stroming, het Gekrookte Riet. 
De rechterflank van de gereformeerde gezindte, waarbinnen de Gereformeerde Gemeenten een zekere middenpositie hebben ingenomen, ontmoet elkaar op verschillende vlakken en er is samenwerking rond de Staatkundig Gereformeerde Partij, de Gereformeerde Bijbelstichting, het Reformatorisch Dagblad en het reformatorisch onderwijssysteem.

#### Samenwerking op gebied van maatschappelijk-ethische thema's
Individueel is er ook samenwerking buiten de kring van de gereformeerde gezindte te bespeuren, rond maatschappelijke-ethische thema’s als abortus en genderneutraliteit. Zo werd door verschillende vertegenwoordigers uit reformatorische en evangelische kringen, (waaronder de Gereformeerde Gemeenten), de Nashvilleverklaring ondertekend. De verklaring verdedigde Bijbelse waarden ten aanzien van seksualiteit, en benadrukte het belang van huwelijkstrouw. Om aan de kritiek "dat een pastorale toon te veel werd gemist" te ontkomen, is de verklaring door de Nederlandse initiatiefnemers later voorzien van een naschrift "gericht op de pastorale praktijk." Volgens de initiatiefnemers was de verklaring niet bedoeld als "anti-homo", maar wilden de ondertekenaars opkomen voor het "klassiek-christelijke standpunt over man en vrouw." "Wij willen een ander geluid laten horen, namelijk dat wat de kerk altijd heeft voorgestaan", verklaarden zij.

#### Discussie inzake schepping en/of evolutie
Inzake de discussie rond schepping en/of evolutie houdt het kerkverband vast aan de klassieke opvatting van de scheppingsleer. In een publicatie van M. J. Paul (1955) met de titel Oorspronkelijk (2017) zijn argumenten aangedragen. Het boek is een tegenhanger van En de aarde bracht voort (2017) van G. van den Brink. Laatst genoemde wilde in zijn boek aantonen dat met de evolutietheorie de kern van het christelijk geloof overeind blijft en acceptatie ervan geen probleem hoeft te vormen voor hedendaagse christenen. Volgens G. Clements (1955), momenteel docent aan de Theologische School in Rotterdam, kunnen beide visies onmogelijk met elkaar verenigd worden.

#### Reactie op theologen uit de 20ste en 21ste eeuw
Binnen het kerkverband staat men gereserveerd tegenover denkbeelden van moderne theologen, zoals van Bonhoeffer. "In een eerdere periode laten Bonhoeffers geschriften een innige omgang met de Bijbel zien. Hij schreef in het jaar 1931 aan zijn vriend Bethge: "Ik geloof dat de Bijbel het enige antwoord is op al onze vragen en dat we onophoudelijk en met ootmoed moeten zoeken naar deze antwoorden." "In de latere levensjaren (‘39-’45) lijkt zijn liefde voor de Schrift te tanen." Er dient rekening mee gehouden te worden "dat de Schriftvisie van Bonhoeffer nooit gevoed is geweest door de reformatorische inspiratieleer." "Zijn theologische opleiding had hij genoten bij liberale theologen in Berlijn (1924-1927). Zij stonden unaniem de Schriftkritiek voor. Vervolgens kwam Bonhoeffer onder invloed van de Duitse theoloog Karl Barth. Ook Barth geloofde niet in de onfeilbaarheid van de Schrift. Hij verdedigde de wonderlijke stelling dat de Bijbel ons wel de waarheid vertelt in religieuze zin, maar niet in historische zin. Wij vinden deze dubbele benadering van de Schrift ook bij Bonhoeffer. Enerzijds accepteert hij de opvatting dat er in de Schrift grote fouten staan. Anderzijds houdt hij de Bijbel voor waardevol in religieus opzicht. Deze tweeslachtigheid roept een kritische vraag op." "Bonhoeffers Schriftbeschouwing heeft grote gevolgen voor zijn theologie. De eerste hoofdstukken van Genesis hield hij voor mythisch. Volgens Bonhoeffer kunnen wij ook niet weten hoe Jezus op aarde geleefd heeft. De Evangeliën zouden overwoekerd zijn met legenden." "De opstanding van Christus beschouwde hij niet als een historisch verifieerbaar feit. Ook geloofde hij niet in de werkelijkheid van het eeuwig oordeel. De hel is in deze wereld en niet erna. Bonhoeffer was een overtuigd universalist. [Hij] geloofde niet dat de persoonlijke bekering het centrale thema van de Schrift is." "Uit bovenstaand[e] blijkt dat Bonhoeffer voor ons beslist geen betrouwbare gids kan zijn."
Theologen die de laatste decennia een internationale rol van betekenis speelden door hun boeken zoals James Packer, John Piper, Tim Keller, Tom Wright, Alister McGrath werden positief-kritisch gevolgd. Positief in de zin dat men constateerde dat grondwaarheden van het christelijk geloof tegen de trend van de moderne (vrijzinnige) theologie werden verdedigd. Ook in ethische kwesties was er overeenstemming. Globaal genomen was er met de theologen Packer en Piper de meeste overeenstemming, maar er waren ook punten van kritiek. Packer behoorde tot de behoudende stroming binnen de Anglicaanse kerk en liet zich inspireren door reformatoren zoals Calvijn en Luther, puriteinen zoals John Owen en de anglicaanse bisschop Ryle.

## Kerkelijke instanties

#### Predikantenopleiding
De Gereformeerde Gemeenten kennen een eigen predikanten opleiding die gevestigd is in Rotterdam. De synode van 1925 besloot dat er naast ds. W. den Hengst een tweede docent benoemd moest worden. Uit een dubbeltal werd ds. G.H. Kersten gekozen. Behalve docenten in de theologische vakken, moesten er ook docenten komen voor de niet-theologische vakken. De bedoeling was een volledige opleiding tot predikant te realiseren inclusief het onderwijs in de oude talen. De opleiding begon in Leiden waar les gegeven werd in een gehuurd lokaal. Kort daarop kwam aan de Boezemsingel in Rotterdam een nieuw gebouw gereed dat dienst zou doen aan de Theologische School.
De synode van 1931 in Rotterdam besloot „dat in het vervolg iemand, die wenst toegelaten te worden tot de Theologische School, deze, nadat hij een attest betreffende leven en roeping tot het ambt heeft verkregen van de kerkenraad van de gemeente waartoe hij behoort, zich rechtstreeks heeft te wenden tot de Commissie van Toezicht voor onderzoek. Aan het eind van zijn studie komt hij op de classis om aldaar examen te doen en beroepbaar te worden gesteld. Weigert een kerkenraad een attest te geven, dan kan hij zich op de classis beroepen."
Aan de toelating tot de opleiding van predikant gaat een onderzoek vooraf naar de beweegredenen van degenen die zich hebben aangemeld. Dit onderzoek is volgens ds. A. Vergunst een taak van de kerk en een ernstige zaak die niet verwaarloosd mag worden.
In de praktijk komt het voor dat predikanten uit de Gereformeerde Gemeenten ook een opleiding theologie geheel of gedeeltelijk elders volgen. Echter, zonder toelating door het curatorium tot de Theologische School, is het niet mogelijk om predikant te worden binnen de Gereformeerde Gemeenten. Het curatorium kan wel besluiten om de eigen opleiding te verkorten. Een opleiding elders is dus optioneel.
Zo zijn er predikanten opgeleid op de Theologische Universiteit in Apeldoorn, de Vrije Universiteit in Amsterdam of de Universiteit van Utrecht. Hier behaalt men een diploma of een doctorstitel in de theologie. Dit kan voor, tijdens of na het (actieve) predikantschap plaatsvinden.
Er is een uitzondering mogelijk om predikant te worden binnen de Gereformeerde Gemeenten zonder de opleiding te volgen. Dat kan door als predikant vanuit een ander kerkverband over te komen. In dat geval is wel toestemming nodig van het curatorium en de classis alvorens binnen de Gereformeerde Gemeente voor te mogen gaan. De enige actieve predikant die deze route volgde is ds. E. Hakvoort, die overkwam uit de Christelijke Gereformeerde Kerken. 
Predikanten uit andere kerkgemeenschappen mogen niet voorgaan in erediensten. Er geldt geen formele of informele (lokale) regeling die kanselruil toestaat. Wel mogen voorgangers uit de zusterkerk Netherlands Reformed Congregations voorgaan, en voorgangers uit zusterkerken in Nigeria en Indonesië, waarbij uitsluitend door een eigen predikant vertaald mag worden. 

#### Zending en evangelisatie
De Gereformeerde Gemeenten tellen verschillende deputaatschappen, stichtingen en verenigingen.
De Zending Gereformeerde Gemeenten (ZGG) is de zendingsorganisatie van de kerk, hoewel ook enkele gemeenteleden voor andere organisaties werkzaam zijn. Het zendingswerk van de Gereformeerde Gemeenten begon in de jaren zestig, hoewel eerder daartoe opgeroepen was.

#### Indonesië
In Westelijk Nieuw-Guinea werd aanvankelijk gewerkt onder het volk van de Yali, terwijl de arbeid later uitgebreid werd tot verschillende andere volken. Een deel van die arbeid is niet langer pionierszending, maar groeit in de richting van ondersteuning en toerusting van de inmiddels zelfstandig geworden jonge kerk. Sinds 2012 is de officiële naam van de zusterkerk op Papoea Gereja Jemaat Reformasi di Papua (GJRP), oftewel Reformatorische Kerkelijke Gemeente op Papoea.
In de jaren ’90 is op initiatief van emerituspredikant G. Kuijt en de heer A. Mol een theologische opleiding gestart op het eiland Bali. Deze school, Johanes Calvin, is officieel niet verbonden aan het kerkgenootschap. De theologische school biedt op bachelor- en masterniveau studierichtingen aan die voorbereiden op werk in de kerk en voor het onderwijs. Naast het verplichte vak aanbod is er veel aandacht voor de gereformeerde geloofsleer. Enkele studenten die lid zijn van de GJRP op Papoea hebben hier een vervolgopleiding gevolgd. ZGG zond van 2013 tot 2020 een (deeltijd) theologisch docent uit ten behoeve van deze opleiding.

#### Zuid-Afrika
In Zuid-Afrika is sprake van ondersteunend werk.

#### Nigeria
in 1963 werd met zendingswerk begonnen in het Igede-gebied in het zuiden van Nigeria. Dit werkgebied werd in 1989 overgedragen aan de Methodist Church of Nigeria. In 1974 werd begonnen met zendingswerk in Izi, een gebied dat aan Igede grenst. Uit dit zendingswerk van de Gereformeerde Gemeenten is in 1982 een zelfstandige kerk ontstaan, de Nigeria Reformed Church (ook: Nigerian Reformed Church). Het kerkverband bestaat sinds 1988 officieel als zelfstandig kerkverband. De onderlinge verhouding is momenteel die van zusterkerk. Dit wordt zichtbaar in de meerjarenafspraken die over en weer gemaakt worden, de uitwisseling tijdens tweejaarlijkse conferenties, het bezoeken van elkaars generale synodes en het openstellen van de kansel van predikanten van deze kerk. Het Kerkelijk Bureau van de NRC is gevestigd in Onuenyim.
In 2015 bestond het kerkverband uit 18 geïnstitueerde gemeenten en ongeveer 100 preekplaatsen (soort evangelisatieposten). Deze zijn onderverdeeld in 4 classes: (Ebonyi, Benue, Cross-Rivers, Ogun en Lagos State) en worden bediend door 13 predikanten en 65 evangelisten. Het kerkverband heeft in 1994 een school gesticht, de John Calvin Secundary School in Oswanka. Deze school wordt bezocht door circa 800 leerlingen.
Sinds 2014 zijn er geen werkers van ZGG meer werkzaam in Nigeria. Er zijn meerjarige afspraken met de NRC gemaakt, waarin de steun aan de zusterkerk wordt afgebouwd.

#### Ecuador
In 1995 wordt door de Gereformeerde Gemeenten de eerste evangelist uitgezonden naar Zuid-Amerika. Hij strijkt neer in Guayaquil, de grootste stad van Ecuador. De werkers van ZGG werken onder bewoners van achterstandswijken in Guayaquil, Portoviejo, Machala en Quevedo.
Op 13 februari 2022 werd de eerste zelfstandige gemeente van de Iglesia Cristiana Reformada en Ecuador geïnstitueerd. De gemeente bevindt zich in Guayaquil.

#### Albanië
De ZGG is in 1994 begonnen met zendingswerk in Albanië. In de zuidelijk gelegen plaatsen Sarandë en Delvinë zijn gemeenten ontstaan. Later begint ZGG ook zendingswerk in Tepelenë en Durrës.

#### Guinee
In 1994 start ZGG met zendingswerk in Guinee. In Garama is onder meer aandacht voor medisch werk en vrouwenwerk. In Boké zijn zendingswerkers actief met het begeleiden van mensen die op zondag samenkomen om naar de Bijbel te luisteren. In 2021 wordt met belijdeniscatechisatie begonnen voor leden die aangeven gedoopt te willen worden. Een zendingswerker geeft lessen op een middelbare school, gericht op het vermijden van risicovol gedrag.
Sinds 2021 bereiden evangelisten zich voor om zich te vestigen in het dorp Coliah. Hun taak zal liggen in het vrouwen-, kinder- en alfabetiseringswerk.

#### Cambodja
In 2016 maakt ZGG bekend dat zij een nieuw zendingsveld wil openen in Cambodja. Het werk bevindt zich eerst een aantal jaren in een oriëntatiefase.

#### Israël
Ook op Israël is het kerkverband van de Gereformeerde Gemeenten sterk georiënteerd. In Nazareth bevindt zich een gemeente die gediend werd door ds. M.L. Dekker. 

#### Midden-Oosten
In 2021 hebben de Gereformeerde Gemeenten een werker benoemd voor het Midden-Oosten.

#### Japan
In 2024 vond een benoeming plaats voor zendingswerk in Japan.

#### Evangelisatieposten[70]
In onder meer Emmen, Alkmaar, Leeuwarden, Utrecht, Amsterdam, Rotterdam, Scheveningen, Breda en Tilburg bevinden zich evangelisatieposten van de Gereformeerde Gemeenten, evenals in het Belgische Merksem.

#### Deputaatschap Bijbelverspreiding
Via het Deputaatschap Bijbelverspreiding zet men zich in voor het verspreiden van lectuur op grond van de Bijbel en de belijdenisgeschriften. Het Deputaatschap werd door de Generale Synode van 1971 in het leven geroepen. De aanleiding tot het instellen van het Deputaatschap was de vraag hoe de Gereformeerde Gemeenten zich moesten verhouden tot de Gereformeerde Bijbelstichting (GBS) en het Nederlands Bijbelgenootschap (NBG). Predikanten van de Gereformeerde Gemeenten participeerden destijds in beide organisaties. De synode keerde zich echter af van de NBG-activiteiten en stelde zich onvoorwaardelijk achter de activiteiten van de GBS. Het Deputaatschap begon in 2019 (in samenwerking met de deputaatschappen Bijzondere Noden, Evangelisatie, Israël en Zending) met het gebruik van een website: bibleandbookministry.com. Begin 2021 bevatte de website 358 boeken waarvan 116 in vijf Indiase talen, 50 in het Russisch en 36 in het Engels.

### Jeugdwerk en overige organisaties
De Jeugdbond Gereformeerde Gemeenten (JBGG) is de organisatie voor jeugdwerk. Gehandicaptenzorg is in handen van Siloah en Helpende Handen. Het Deputaatschap Bijzondere Noden (BN) regelt hulpverlening. Via de Cursus Godsdienst Onderwijs [uitgaande van de Gereformeerde Gemeenten], kunnen door individuele gemeenteleden en ambtsdragers toerustingscursussen gevolgd worden, waarbij ook wordt samengewerkt met De Driestar.

## Publicaties
Het kerkverband geeft weekblad De Saambinder uit; vanuit de jeugdbond wordt het blad Daniel uitgegeven. In 1948 begon men met de prekenserie Uit de Schat des Woords.

## Kerkbouw
Toen in de 19e eeuw de eerste Ledeboeriaanse- en kruisgemeenten ontstonden kwam men bijeen in woonkamers, boerenschuren, pakhuizen en werkplaatsen, vaak met niet meer dan 20 personen. Slechts eenmaal was sprake van een riante plaats van samenkomst, het buitenverblijf van Sint-Jan ten Heere, waar de wortels liggen van de gemeente Middelburg-Centrum, geïnstitueerd in 1836. In 1844 werd aan de Raampoortlaan in Rotterdam een stenen kerkje in gebruik genomen. In 1850 werd te Benthuizen een houten kerk gebouwd. Het gebouw was van hout want het was de bedoeling dat het een tijdelijk onderkomen zou zijn. Men hoopte nog altijd op terugkeer naar de Hervormde Kerk. Van die 19e-eeuwse kerkgebouwen is er niet een meer over. Kort na de eeuwwisseling werd te Rotterdam de Boezemsingelkerk gebouwd, toentertijd bepaald geen doorsneekerk voor de Gereformeerde Gemeenten. De oorspronkelijke gevel had een klassiek gedetailleerd toegangsportaal met fraaie glas-in-loodramen. Slechts de door oefenaar N.H. Beversluis ontworpen Segeerstraatkerk te Middelburg kwam enigszins in de buurt, andere kerken van de voorgangers van de Gereformeerde Gemeenten misten deze allure. Ze werden ook wel getypeerd onder de naam schuurkerken. Er zijn hiervan nog enkele voorbeelden te zien, onder andere in Wolphaartsdijk en Borssele. Het laatstgenoemde behoort tot het beschermd dorpsgezicht.
In de jaren 1930 verschenen statigere kerken zoals de Salemkerk in Lisse en het kerkgebouw te Krabbendijke. Deze kerken worden ook wel andreaskruiskerken genoemd. Na 1945 werden op grotere schaal kerken gebouwd, vanwege de groei van het kerkgenootschap. De ontwerpen veranderen van zeer traditioneel naar vrij modern. Het kerkgebouw van de gemeente in Kampen uit 1951 werd ontworpen door een architect van de Amsterdamse School, Nicolaas Lansdorp. Vooral bij grote stadsuitbreidingen worden moderne kerken gebouwd, zoals te Apeldoorn (1959), Rotterdam-Zuidwijk (1964) en Zeist (1972). Imposante kerkgebouwen uit deze periode zijn de Noorderkerk (1955) en de Zuiderkerk (1968) in Rijssen. De Noorderkerk was bij oplevering het grootste protestantse kerkgebouw dat na de oorlog als totale nieuwbouw in gebruik werd genomen en zou dat tot 2008 blijven. Veel kerkgebouwen worden in deze periode opgericht met tentdaken, zoals te Soest (1968), Rotterdam-IJsselmonde (1969), Tricht-Geldermalsen (1969), Opheusden (1971), Tholen (1971) en Meliskerke (1976). De kerkgebouwen in Geldermalsen, Opheusden en Tholen zijn inmiddels alweer gesloopt en vervangen door nieuwe, veel grotere kerken.
In het laatste kwart van de 20e eeuw worden enerzijds weer traditionelere kerken gebouwd, anderzijds worden enkele architecturaal opvallende kerken gebouwd, zoals de Sionkerk (1979) te Goes, Bodegraven (1996), Alblasserdam (1987) en Ooltgensplaat (1996). Enkele opvallende aangekochte bedehuizen zijn de Magnalia Deïkerk te Groningen, de Westerkerk te Utrecht (in gebruik van 1966 tot 2018), de Ontmoetingskerk (uit 1904) te Enkhuizen en de Hoofdstraatkerk langs de A4 te Leiderdorp. De gemeente Westzaan verwierf noodgedwongen een doopsgezinde vermaning uit 1695 en bezit hiermee het oudste kerkgebouw van het kerkverband. In de 21e eeuw worden nieuwe kerken gebouwd in plaatsen als Barneveld, Geldermalsen, Gouda, Middelharnis, Opheusden, Tholen, Dirksland, Ede, Scherpenzeel en Yerseke. 

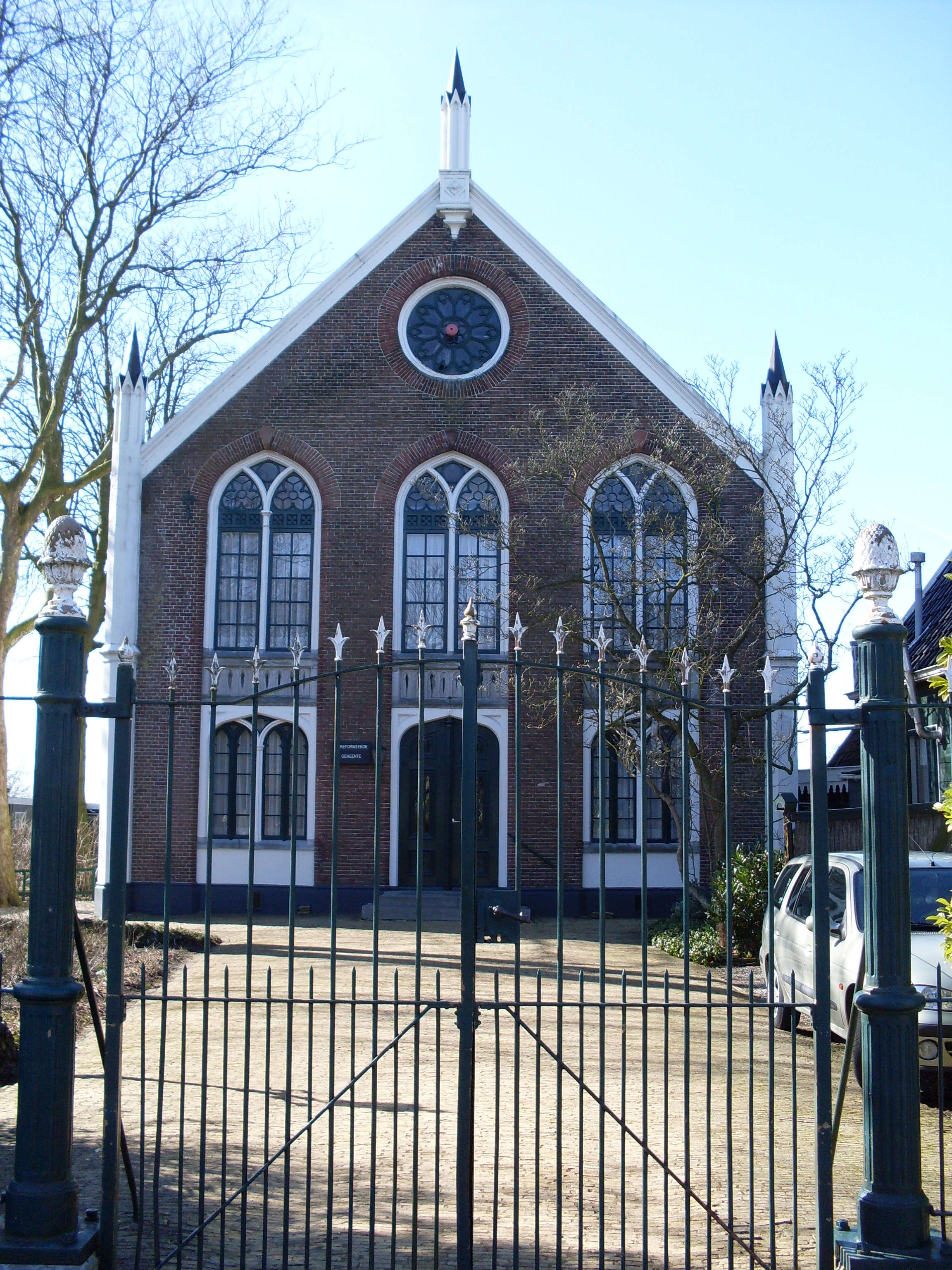
De Noordervermaning. Gereformeerde Gemeente te Westzaan.
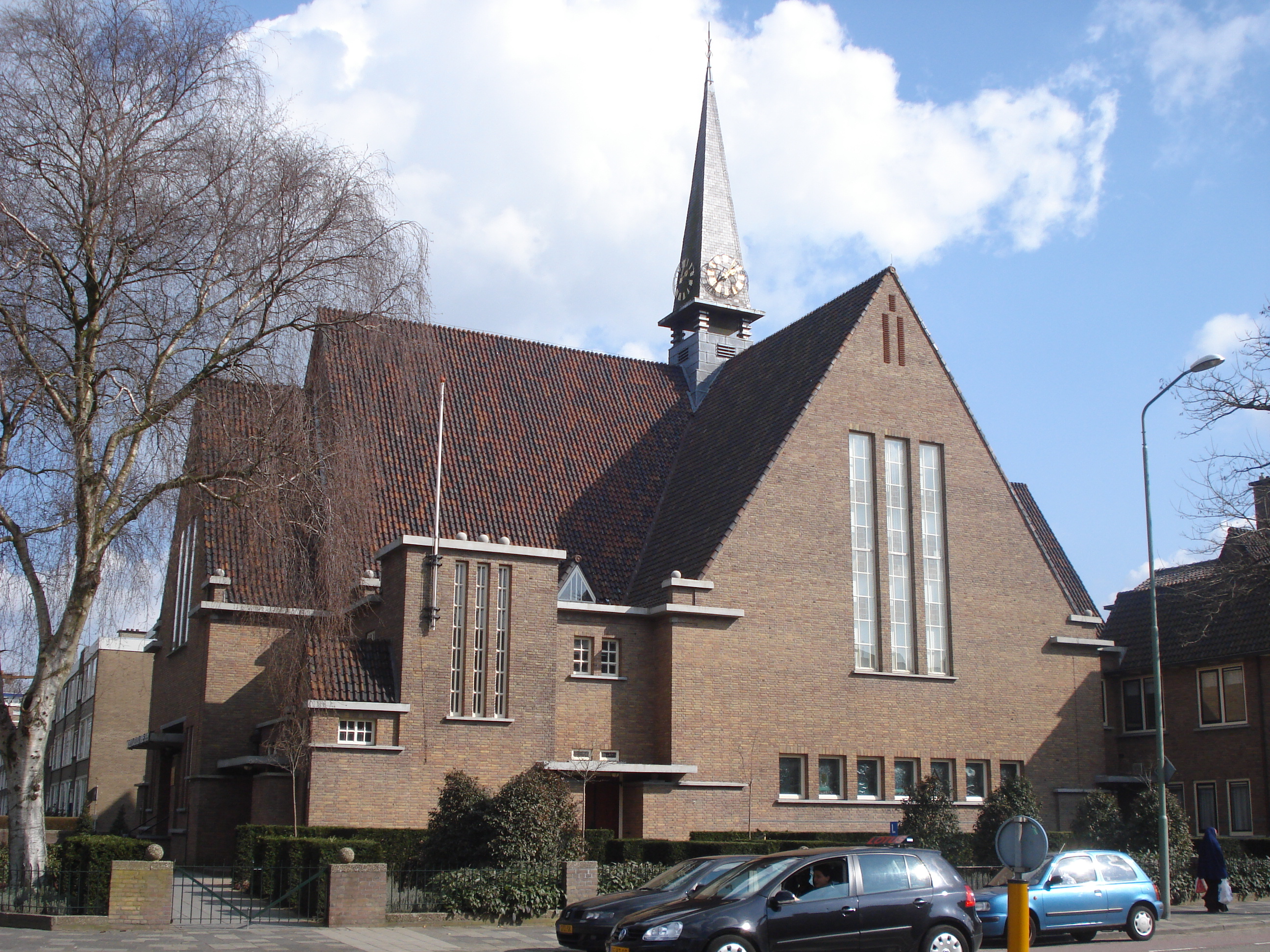
De Julianakerk. Gereformeerde Gemeente te Dordrecht.
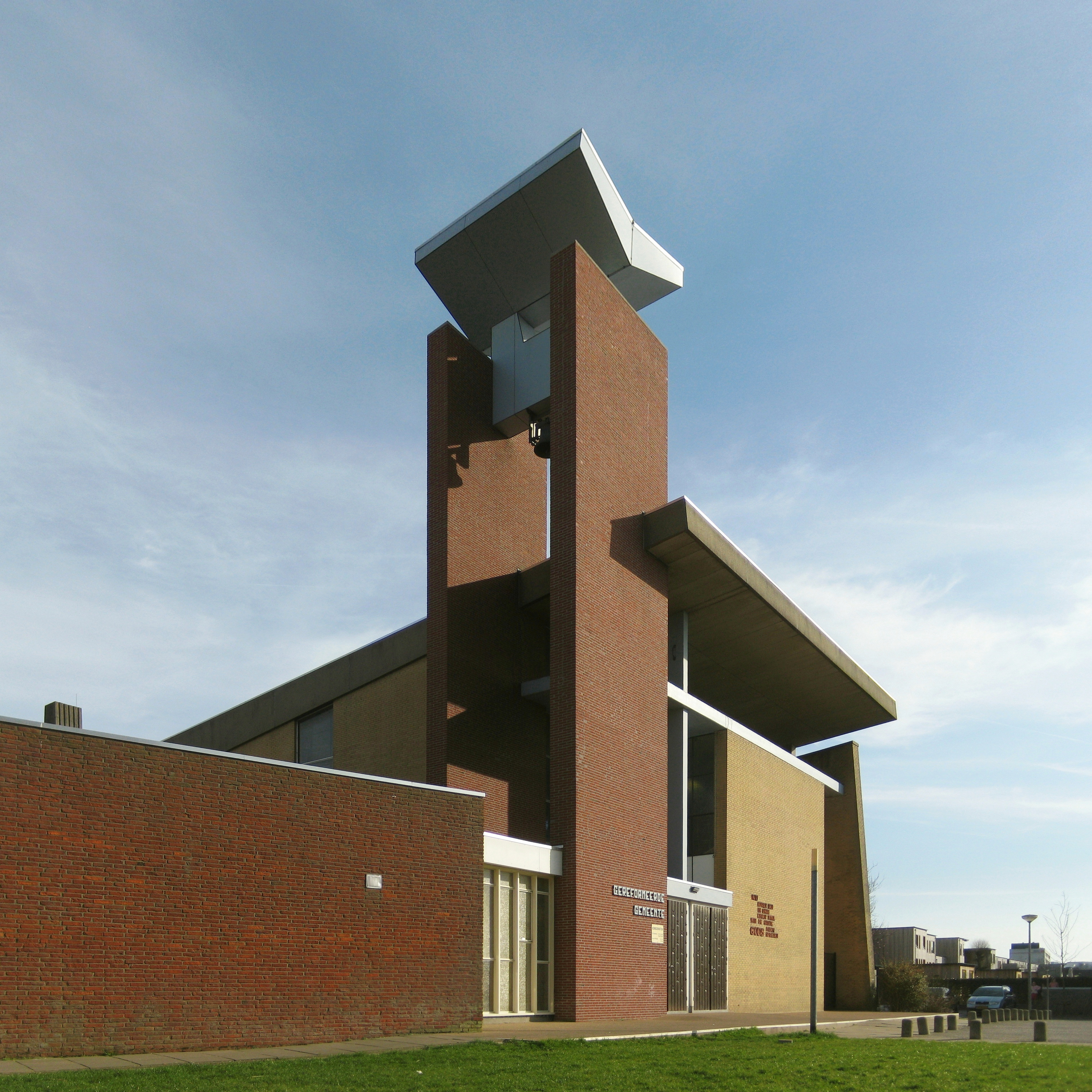
De Magnalia Deïkerk. Gereformeerde Gemeente te Groningen
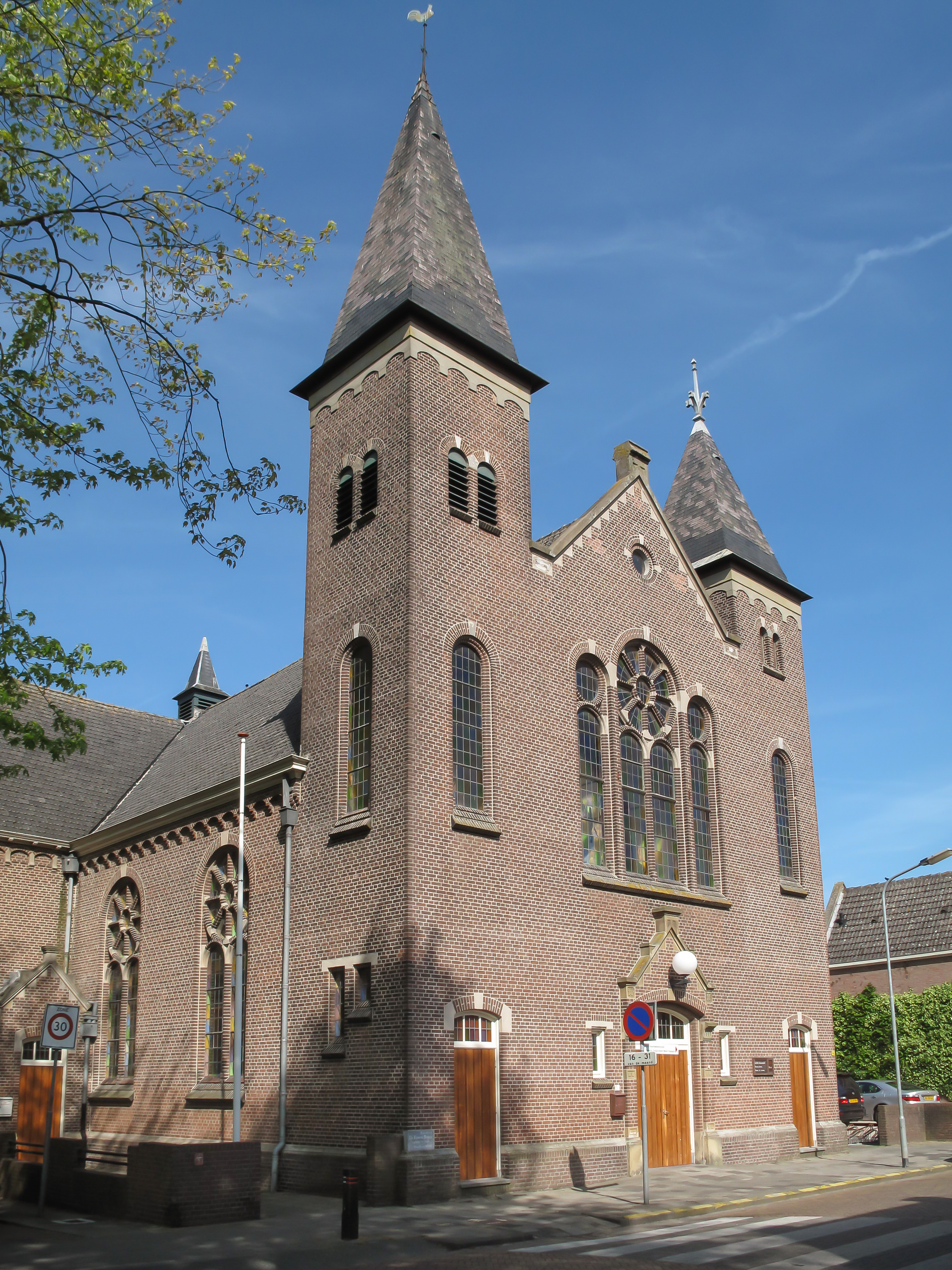
De Ontmoetingskerk te Enkhuizen
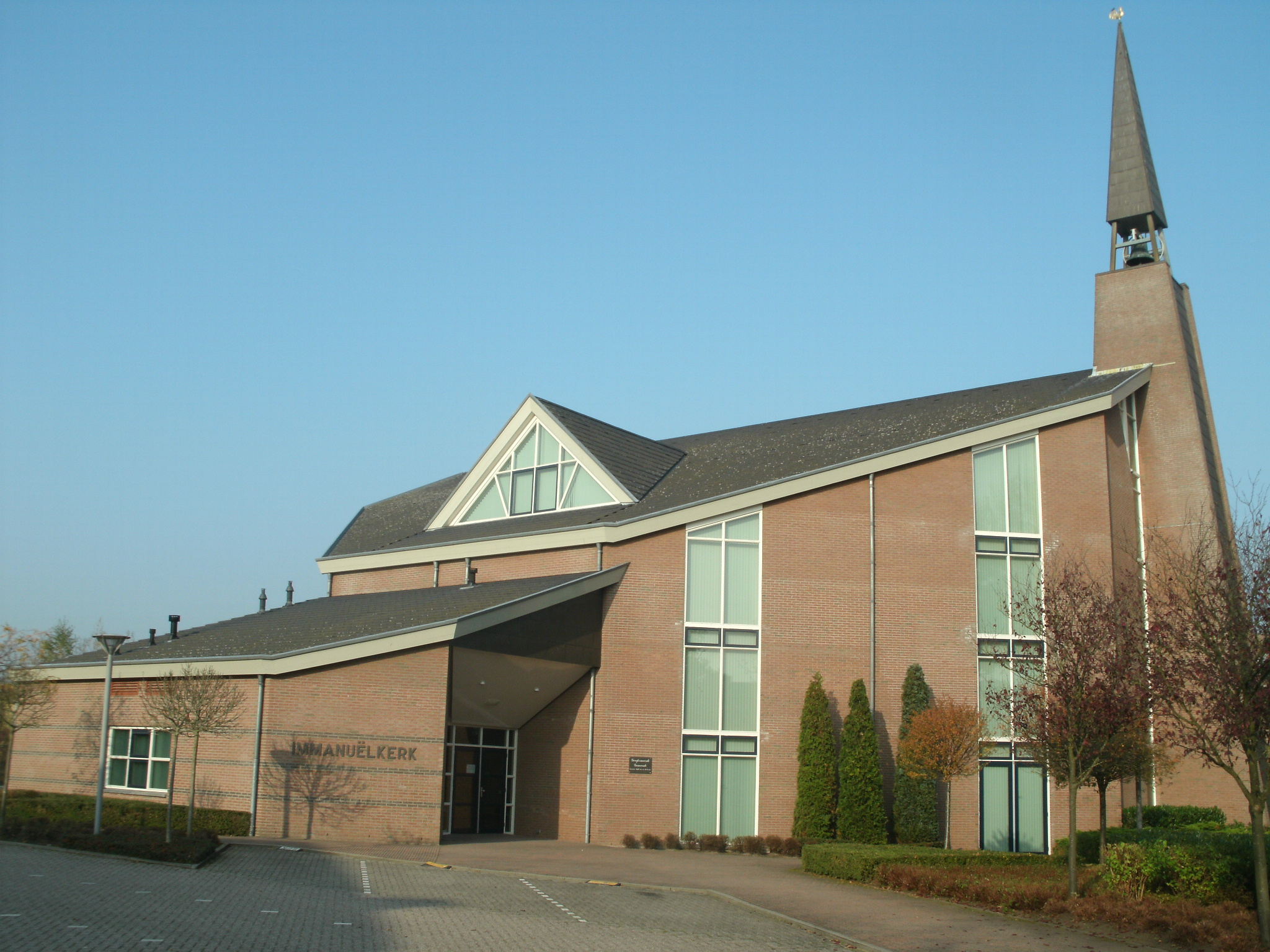
De Immanuëlkerk. Gereformeerde Gemeente te Wageningen.
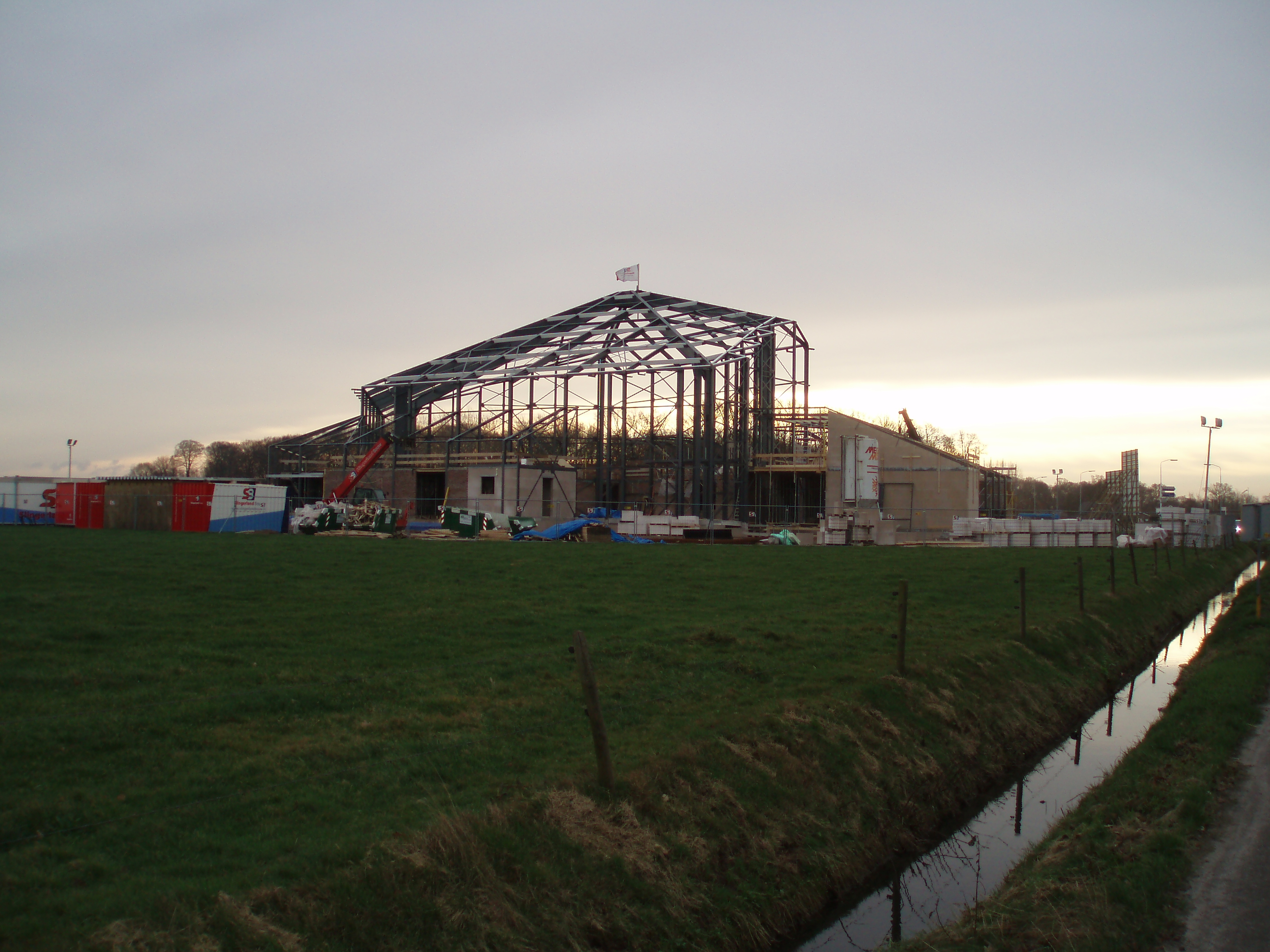
De Adullamkerk van de Gereformeerde Gemeente te Barneveld-Zuid
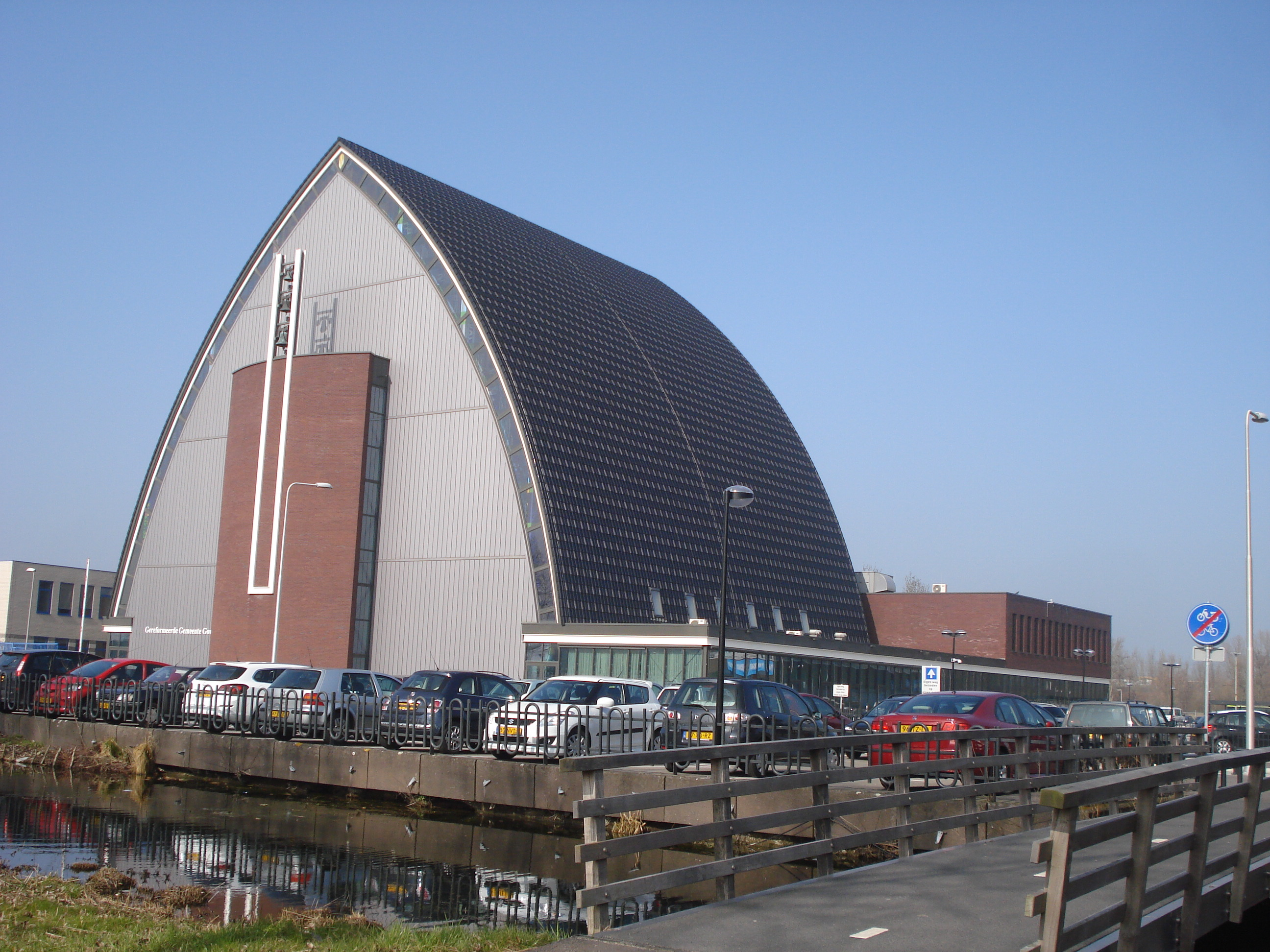
Kerkgebouw van de Gereformeerde Gemeente te Gouda.

## Ledenaantal
Naast de 149 gemeenten in Nederland (106.445 leden) en de 25 gemeenten in Noord-Amerika (11.572 leden) bevinden zich ook Gereformeerde Gemeenten in Zuid-Afrika (Randburg, 93 leden) en Nieuw-Zeeland (Reformed Congregations of New Zealand, 191 leden). Tevens is er een afdeling van de gemeente te Rilland-Bath gevestigd in Merksem (België).
Verder bevinden zich zendingsgemeenten in Albanië (Kisha Ungjullore e Reformuar, 3 gemeenten), Ecuador, Indonesië (Gereja Jemaat Protestan di Indonesia, 68 gemeenten met ruim 10.000 leden), Nigeria (Nigeria Reformed Church, 14 gemeenten met circa 2500 leden) en Bolivia (1 gemeente met 117 leden). Het totaal aantal leden van de Gereformeerde Gemeenten komt hiermee op circa 130.000. De ontwikkeling van het ledenaantal van de Nederlandse gemeenten is hieronder weergegeven:
- 1930 - 26.380
- 1949 - 61.883
- 1953 - 67.144
- 1954 - 58.760
- 1966 - 69.512
- 1972 - 78.766
- 1974 - 80.008
- 1979 - 81.869
- 1988 - 89.908
- 1996 - 95.090
- 2000 - 98.495
- 2005 - 102.797
- 2010 - 105.371
- 2015 - 107.299
- 2018 - 107.787
- 2019 - 107.665
- 2020 - 107.746
- 2021 - 107.931
- 2022 - 107.852
- 2023 - 107.304
- 2024 - 107.015
- 2025 - 106.729

## Plaatselijke Gereformeerde Gemeenten
| Gemeente               | Leden | Predikant             |
| ---------------------- | ----- | --------------------- |
| Rijssen-Zuid           | 2.710 | ds. S.W. Janse        |
| Kootwijkerbroek        | 2.423 | ds. G. Beens          |
| Barneveld-Centrum      | 2.422 | ds. E.J. Boudewijn    |
| Nunspeet               | 2.421 | ds. A. Schot          |
| Veenendaal             | 2.401 | ds. B. Labee          |
| Barneveld-Zuid         | 2.274 | ds. J. van Laar       |
| Yerseke                | 2.251 | ds. C. van Krimpen    |
| Rijssen-Noord          | 2.222 | ds. A.T. Huijser      |
| De Valk-Wekerom        | 2.164 | ds. B.J. van Boven    |
| Genemuiden             | 2.144 | ds. A. Verschuure     |
| Scherpenzeel           | 2.123 | ds. J. Beens          |
| Krabbendijke           | 2.048 | ds. P.C. Vlot         |
| 's-Gravenpolder        | 2.004 | ds. S. Maljaars       |
| Hendrik-Ido-Ambacht    | 1.795 | ds. M.H. Schot        |
| Opheusden              | 1.760 | ds. W. Mouw           |
| Werkendam              | 1.730 | ds. H.J. Agteresch    |
| Tricht-Geldermalsen    | 1.712 | ds. A.A. Brugge       |
| Kapelle-Biezelinge     | 1.647 | vacant                |
| Dordrecht              | 1.644 | ds. W.A. Zondag       |
| Alblasserdam           | 1.619 | vacant                |
| Rijssen-West           | 1.564 | ds. P.D. den Haan     |
| Kesteren               | 1.527 | ds. D. de Wit         |
| Hardinxveld-Giessendam | 1.479 | ds. J.C. Kriekaart    |
| Kampen                 | 1.465 | vacant                |
| Ede                    | 1.459 | ds. J.B. Huisman      |
| Krimpen aan den IJssel | 1.420 | ds. J.J. Hoogerbrug   |
| Gouda                  | 1.414 | vacant                |
| Amersfoort             | 1.355 | ds. W. Visscher       |
| Tholen                 | 1.349 | ds. C. van Ruitenburg |
| Goes                   | 1.262 | vacant                |
| Middelburg-Centrum     | 1.262 | vacant                |
| Sliedrecht             | 1.239 | ds. R.T. Michielse    |
| Moerkapelle            | 1.232 | ds. H. Brons          |
| Apeldoorn              | 1.201 | ds. R.A.M. Visser     |
| Lisse                  | 1.131 | vacant                |
| Meliskerke             | 1.076 | ds. A.E. Brijder      |
| Elspeet                | 1.036 | ds. G. van Manen      |
| Boskoop                | 1.002 | ds. P.J. de Raaf      |

## Bekende personen

#### Bekende personen uit de geschiedenis van de Gereformeerde Gemeenten
- Elias Fransen als predikant van betekenis voorgeschiedenis kerkverband
- Nicolaas Hendrik Beversluis als predikant van betekenis voorgeschiedenis kerkverband
- Jac. Overduin (1851-1928) als predikant van betekenis voorgeschiedenis kerkverband
- Cornelis Pieneman (1863-1912) als predikant van betekenis voorgeschiedenis kerkverband
- Andries Makkenze als predikant van betekenis voorgeschiedenis kerkverband
- Willem den Hengst als predikant van betekenis opbouw kerkverband
- Gerrit Hendrik Kersten als predikant van betekenis opbouw kerkverband
- Jacobus Dirk Barth als predikant van betekenis opbouw kerkverband en Staatkundig Gereformeerde Partij[77]
- Reinier Kok als predikant van betekenis opbouw kerkverband, later betrokken bij controverse
- Mientje Vrijdag, persoonlijkheid uit Rijssen
- Marinus Nijsse, schrijver en dichter
- Aart van Bockhove (1870-1954), veertig jaar docent niet-ambtelijke vakken aan de Theologische School Rotterdam
- Arie Vergunst, van betekenis als docent Theologische School Rotterdam
- Jan van Haaren (1933-1983, van betekenis als docent Theologische School Rotterdam
- Adriaan Moens (1922-2003), maatschappelijk van betekenis als hoogleraar aan de Landbouw-Hogeschool Wageningen.
- Christiaan Fahner (1944-2003), Van betekenis als historicus, antropoloog, Nieuw-Testamenticus en Bijbelvertaler.
- Gerrit Kuijt, eerste zendingspredikant
- Lambertus Huisman (1926-2004), zendingspredikant in Bophuthatswana (Zuid-Afrika).
- Rogier Boogaard (1921-2013), predikant in Leiderdorp (1969-1999). Voelde zich sterk aan het joodse volk verbonden. Samen met anderen publiceerde hij het boek Zijn trouw aan Israël nooit gekrenkt (1992)
- Meyno Alida Mijnders-van Woerden (1921-2020), actief als zendelinge.[78]
- Henk van Rossum, politicus Tweede Kamer der Staten-Generaal
- Koos van den Berg, politicus Tweede Kamer der Staten-Generaal
- Gert van den Berg, politicus Eerste Kamer der Staten-Generaal
- Aart Moerkerken, gedurende vijftig jaar predikant binnen de Gereformeerde Gemeenten. Meer dan dertig theologische boeken staan op zijn naam, jarenlang rector van de Theologische School Rotterdam en hoofdredacteur kerkelijk weekblad De Saambinder.[79][80][81][82]
- Gerrit Roos (1949-2020), begon in 1974 als regioredacteur bij het Reformatorisch Dagblad. In 1979 werd hij hoofd van deze redactie en zeven jaar later adjunct-hoofdredacteur.[83]
- Jan Mauritz (1947-2023), speelde decennialang een rol binnen de jeugdbond van de Gereformeerde Gemeenten (JBGG) en later de Cursus Godsdienst Onderwijs (CGO).[84]
- Marinus Golverdingen (1941-2019) predikant, kerkhistoricus[85][86]
- Wieger van der Zwaag (1926-2014), publiceerde een reeks kerkhistorische boeken. Postuum verscheen een werk over het leven en werk van ds. R. Kok. Van der Zwaag was betrokken bij de Nederlandse Vereniging tot bevordering van de Zondagsrust en de Zondagsheiliging en oprichting van het Reformatorisch Dagblad.[87]
- Jacob (John) Mastenbroek (1946 - 2023), bibliothecaris van de Theologische School van de Gereformeerde Gemeenten in de periode 1969-1999. Kenner van de kleine kerkgeschiedenis. Als redactiesecretaris betrokken bij het kerkhistorisch tijdschrift Oude Paden.[88][89]

### Personen met een zekere bekendheid door publicaties of activiteiten binnen en buiten eigen kring [huidige kerkelijke context]
- Cornelis Harinck (Goes, 1933) Tijdens een periode in Amerika bestudeerde hij als predikant werken van puriteinen en vooral van John Owen. Uit deze studie kwamen diverse boeken voort. Harinck publiceerde ook boeken met een apologetisch karakter.
- Johan Commelin (1942), evangelist en zendeling.[90]
- C.S.L. (Chris) Janse (1943), hoofdredacteur Reformatorisch Dagblad (periode 1971-2003)
- Cornelis Jan Meeuse (1945), publicaties voor de jeugd [vertellingen bij de Bijbel], gedichten waaronder een psalmberijming, studies met betrekking op de Nadere Reformatie en de Puriteinen. Dissertatie over de strijd van Jacobus Koelman tegen de filosofie van René Descartes; De bestrijding van het cartesianisme door Jacobus Koelman (2024)[91]
- Cornelis Gerrit Vreugdenhil, zendingspredikant Irian Jaya.[92]
- Jan Baan, ondernemer en oprichter van het voormalige softwarebedrijf Baan.
- Gijsbert Johan van Aalst (1948), (voormalig) docent Theologische School Rotterdam, (voormalig) hoofdredacteur kerkelijk weekblad De Saambinder
- Jan Johan van Eckeveld (1948), predikant Zeist (1976-2016), Zevenmaal preses Generale Synode van de Gereformeerde Gemeenten.
- Peter Mulder (1950), (voormalig) rector Theologische School Rotterdam[93]
- Cornelis Sonnevelt (1953), zendingspredikant Izi-gebied (Nigeria).[94]
- G. Clements (1955), zendingspredikant in Nigeria, Rector Theologische School Rotterdam. Specialisaties: Dogmatiek, Bijbelkunde, Missiologie.
- W.B. (Wim) Kranendonk (1955), hoofdredacteur van het Reformatorisch Dagblad van 2003 tot 2017.[95]
- Peter Schalk, politicus Eerste Kamer voor de Staatkundig Gereformeerde Partij.
- Johan Polder (1966), werkzaam bij het Rijksinstituut voor Volksgezondheid en Milieu (RIVM), bijzonder hoogleraar Economische aspecten van gezondheid en zorg Universiteit van Tilburg
- W.A. Zondag, bijzonder hoogleraar kerk, recht en samenleving aan de Theologische Universiteit Apeldoorn.
- G.W.S. (Wim) Mulder (1973), vicevoorzitter Staatkundig Gereformeerde Partij. Studeerde aan de Erasmus Universiteit Rotterdam en de Theologische School Rotterdam. Dissertatie Tussen tekst en toepassing onderzoek naar het tijdbetrokken element in de homiletiek van Gereformeerde Piëtisten in de Nederlanden 1600-1800 (2023).
- André Aleman, hoogleraar cognitieve neuropsychiatrie aan het Universitair Medisch Centrum Groningen.

#### Bekende ex-leden
- Johan Blaauwendraad (1940), oud rector magnificus van de TU Delft
- Gert-Jan Segers (1969), voormalig partijleider ChristenUnie.
- Jurjen ten Brinke (Zwolle, 9 maart 1978), kerkplanter in Amsterdam en televisiepresentator.
- Franca Treur (1979), schrijfster en journaliste.
- Henri Bontenbal (1982), partijleider CDA, lid van de Tweede Kamer.
- Eli Stok (1990), filosoof en voormalig priester. Ging in 2008 over tot het katholicisme en volgde een priesteropleiding.

### Historisch
- Praamsma, L. De kerk van alle tijden. Verkenningen in het landschap van de kerkgeschiedenis deel III en IV (1980)
- Selderhuis, Herman J. (red). Handboek Nederlandse Kerkgeschiedenis Hoofdstuk 6 en 7 (Kampen, 2006) ISBN 90 435 0926 4
- Rasker, A.J., De Nederlandse Hervormde Kerk vanaf 1795. Geschiedenis, theologische ontwikkelingen en de verhouding tot haar zusterkerken in de negentiende en twintigste eeuw (Kampen, 1986) ISBN 90 242 2322 9
- Golverdingen, M. Kleine geschiedenis van de gereformeerde gezindte. Een ontwikkeling in hoofdlijnen (Heerenveen, 2006) ISBN 978 90 5829 721 1
- Keizer, G. De Afscheiding van 1834, haar aanleiding, naar authentieke brieven en bescheiden (Kampen, 1934)
- Algra, H. Het wonder van de negentiende eeuw. Van vrije kerken en kleine luyden, (Franeker, 1965) ISBN 90 6135 247 9
- Zwaag, W. van der, Om de schat van Christus' bruid. Vaderlandse kerkgeschiedenis sinds Réveil en Afscheiding (Kampen, 1984) ISBN 90 6140 087 2
- Hofman, H.A., Ledeboerianen en Kruisgezinden. Een kerkhistorische studie over het ontstaan van de Gereformeerde Gemeenten 1834-1927 (Utrecht, 1977)
- Florijn, H., De Ledeboerianen. Een onderzoek naar de plaats, invloed en denkbeelden van hun voorgangers tot 1907 (1992)
- Kersten, G.H., J. van Zweden, Kort historisch overzicht van de Gereformeerde Gemeenten in Nederland en Noord-Amerika (Utrecht, 1947)
- Bel, A. (red.), De vereniging van 1907, de vereniging van de Ledeboeriaanse gemeenten en de Gereformeerde Gemeenten onder het Kruis (Houten, 1984) ISBN 90-331-0400-8
- Kersten, G.H., Bedroefden om der bijeenkomst wil,' verzamelde artikelen van ds. G.H. Kersten over de Gereformeerde Gemeenten en levensschetsen van voorgangers van de Gereformeerde Gemeenten (Utrecht, 1985) ISBN 9033601753
- Florijn, H., J. Mastenbroek, Gerrit Hendrik Kersten: grenswachter en gids van de Gereformeerde Gemeenten (1993)
- Schans, A.A. van der, Kuyper en Kersten, ijveraars voor herkerstening van onze samenleving, (Leiden, 1992)
- Golverdingen, M. Ds. G.H. Kersten, Facetten van zijn leven en werk, 1e druk (1971), 3e en herziene druk (1993) ISBN 90-331-0937-9
- Bolier, A., Kersten in kleur. Voorganger, verbinder, Vernieuwer (Apeldoorn, 2018) ISBN 978-9402905137
- Bolier, A., Kersten in quotes (2020) ISBN 978-9087183882
- Bel, A. Leven en werk van ds. G. van Reenen (1987) ISBN 90-331-0573X
- Valkenburg, R., Wie was ds. R. Kok eigenlijk? (1989)
- Schipper, J. Ik zal Mijn hand tot de kleinen wenden, Uit het leven van ds. W. den Hengst (1994) ISBN 90-331-10695
- Kranendonk, W.B., Dienen, leiden, samenbinden, Leven en werk van ds. A. Vergunst (1926-1981) (2019) ISBN 978-9087181970
- Haaren, G.C. van, H. van der Top, Tot profeet gesteld - Leven en werk van ds. J. van Haaren (Barneveld, 1998) ISBN 90-5551-117-X
- Meeuse, C.J. De plaats van de Gereformeerde Gemeenten in de Gereformeerde Gezindte, met een overzicht van de verschillende kerkgenootschappen (2007)
- Sonnevelt, C. Juwelen van genade in Nigeria, Verhalen over het ontstaan van de Nigeria Reformed Church (2022) ISBN 978-9464587821
- Golverdingen, M., Om het behoud van een kerk, Licht en schaduw in de geschiedenis van de Gereformeerde Gemeenten periode 1928-1948 (Houten, 2004) ISBN 90-331-1851-3
- Golverdingen, M., Vernieuwing en verwarring, De Gereformeerde Gemeenten 1946-1950 (Houten, 2014)
- Golverdingen, M., Geschiedenis van een scheuring, De Gereformeerde Gemeenten 1950-1957 (Houten, 2016) ISBN 978-9033127908
- Crum-Nieuwland, Z. e.a., ‘k Zal gedenken, Portret van 75 jaar Gereformeerde Gemeenten (Woerden, 1981)
- Sinke, J.P. Zijn daân getoond en trouw 'lijk hen geleid, 100 jaar Gereformeerde Gemeenten 1907-2007 2 delen (Krabbendijke, 2007)
- Mauritz, J.H. (redactie), S.D. Post en W. Visscher, Herdenk de trouw. Honderd jaar Gereformeerde Gemeenten 1907-2007 (Houten, 2007) ISBN 978-90-331-2067-1
- Moerkerken, A., G.J. van Aalst, e.a. Ontboezemingen, 75 jaar Theologische School Gereformeerde Gemeenten (Houten, 2002) ISBN 978-9033116261

### Leerstellig
- Kersten, G.H. Meer dan overwinnaars. 40-tal meditaties over de geloofshelden uit Hebr. 11.
- Diverse predikanten Gereformeerde Gemeenten, Uit den schat des Woords, prekenserie (1947 - heden)
- Kersten, G.H. De Gereformeerde dogmatiek voor de gemeenten toegelicht (1947)
- Vergunst, A., Neem de wacht des Heeren waar. Korte levensbeschrijving en een keuze uit hetgeen hij geschreven en gesproken heeft (1983) ISBN 90-331-0335-4
- Vergunst, A. Om de eenheid der kerk, [deels heruitgave van Neem de wacht des Heeren waar] (Houten, 2003) ISBN 90-331-1768-1
- Grandia, J.J., J. van Mourik, B. van Ojen, J. Pas. Verbond, prediking en geestelijk leven, Een toelichting vanuit de Gereformeerde Gemeenten (2005) ISBN 90-331-1871-8
- Clements, G., J.J. van Eckeveld, P. Mulder (red.) Het onwankelbare verbond, Hoe wordt er in het Oude en Nieuwe Testament over het verbond gesproken? Hoe werd er ten tijde van de Reformatie en Nadere Reformatie over het verbond gedacht? Welke opvattingen over het verbond hebben zich in de twintigste eeuw ontwikkeld? Wat verstaan we onder het wezen en de bediening van het verbond? Wat is het verband tussen verbond en prediking? (2019) ISBN 978-9402906561
- Aalst, G.J. van, Van kind tot kind, ons doopsformulier (2003) ISBN 978-90-331-1772-5
- Golverdingen, M. Tot in het duizendste geslacht, overdenkingen bij de Heilige doop (2010) ISBN 978-90-331-2340-5
- Clements, G.,J.J. van Eckeveld, P. Mulder (red.) Het onfeilbare Woord (2a), Schrift en openbaring, Wat zijn de eigenschappen van de Schrift? Hoe is de Bijbel ontstaan?, Vragen rondom vorming canon (2020) ISBN 9789087181796
- Clements, G., J.J. van Eckeveld, P. Mulder (red.) Het onfeilbare Woord (2B) Hermeneutiek, de verhouding tussen Oude en Nieuwe Testament, het vertalen van de Schrift, wetenschappelijk onderzoek van de Bijbel en de actuele ontwikkelingen rond het Schriftgezag. Het getuigenis van de Heilige Geest in de Schrift (2020) ISBN 978-9087183417
- Moerkerken, A. Zin en mening. Een bezinning op de uitleg van de Heilige Schrift (2011) ISBN 978-9033123436
- Moerkerken, A. Separerende prediking, Gedachten over de verkondiging van het Woord (2015) ISBN 978-90-331-2732-8
- Meeuse, C.J. Christuskennis en de toegang tot het Heilig Avondmaal (1991)
- Moerkerken, A. Bethel en Pniël, standen in het genadeleven (1997)
- Blaauwendraad, J. Het is ingewikkeld geworden: pleidooi voor gewoon gereformeerd (1997) ISBN 90-5030-836-8
- Blaauwendraad, J. De leer tegen het licht (2000)
- Zwaag, K. van der, Afwachten of verwachten, de toe-eigening des heils in historisch en theologisch perspectief (2003)
- Bart, A.A. Waar staan de Gereformeerde Gemeenten? (2007)
- Louter genade. Over verbond, beloften en prediking. Uitgave op last van de Generale Synode 2001/2002 (2002)
- Paul, H. Uit genade, oorsprong en uitwerking van het geloof (2018) ISBN 9789492433251
- Eckeveld, J.J., G.J. van Aalst, M. Karens e.a., Gij waart mijn hulp, Vriendenbundel aangeboden aan ds. A. Moerkerken bij zijn 25-jarig jubileum als docent aan de Theologische School der Gereformeerde Gemeenten (Houten, 2006) ISBN 90-331-1961-7
- Mulder, P. Ten dienste van het Woord, afscheidsbundel ds. P. Mulder als docent van de theologische school. Gedachten over leer en leven in de gemeente (2020)
- Eckeveld, J.J. van. B. van der Heiden. Wat ik geloof. De 12 artikelen van het algemeen ongetwijfeld christelijk geloof (2011)
- Mulder G.W.S. Het geloof van de christen. De Twaalf Artikelen vanuit de Catechismus uitgelegd (2023) ISBN 978-9033132124
- Kersten, G.H. De Heidelbergse Catechismus ISBN 9033600447
- Vergunst, A. De Heidelbergse Catechismus [geredigeerd door dr. ir. M. Burggraaf] (1994)
- Haaren, J. van De Heidelbergse Catechismus [4de druk] (2018)
- Aalst, G.J. van Nodig te weten (2012) ISBN 978-90336-0816-2
- Moerkerken, A. Zonder enige twijfel, behandeling van de Nederlandse Geloofsbelijdenis (2017) ISBN 9789033128332
- Sonnevelt, C. Om het hart van de kerk. Praktische toelichting op de Dordtse Leerregels (1993) ISBN 90-72871-28-6
- Moerkerken, A. Zonder ons in ons, behandeling van de Dordtse leerregels (2019) ISBN 9789033129551
- Vreugdenhil, C.G. De prediking van de verzoening (1999) ISBN 90-6140-616-1
- Clements, G., J.M.D. de Heer, A. Schreuder (red.) Verzoening door voldoening. Wat houdt het begrip ‘verzoening’ precies in? Wat zegt de Bijbel erover, zowel in het Oude als in het Nieuwe Testament? Wat betekent dat voor de prediking, de bediening van de sacramenten en het pastoraat? Welke alternatieve opvattingen zijn er over de leer van de verzoening en hoe worden die weerlegd op Bijbelse gronden? (2023) ISBN 9789087188221

### Overige literatuur
- Cock, H. de Verzamelde Geschriften 2 delen Voorwoord D. Deddens en W. van 't Spijker - Deze uitgave werd financieel gesteund door de Theologische Hogeschool van de Gereformeerde Kerken in Nederland, De Theologische Hogeschool van de Gereformeerde Kerken (Vrijgemaakt), de Theologische Hogeschool van de Christelijke Gereformeerde Kerken in Nederland, de Theologische School van de Gereformeerde Gemeenten in Nederland en Noord-Amerika - (1984) ISBN 90 331 0417 2 (deel 1) ISBN 90 331 0418 0 (deel 2)
- Dekker, G. Zie hoe alles hier verandert. Het verloop van de gereformeerden. Wat speelt er in de Gereformeerde Kerken vrijgemaakt, de Nederlands Gereformeerde Kerken, de Christelijke Gereformeerde Kerken, de Gereformeerde Bond en de Gereformeerde Gemeenten? (2016) ISBN 978 90 435 26142
- Heer, J.M.D. de Spiegel & Spanningsbron, Opinievorming in reformatorische kerken over de evangelische beweging en de charismatische vernieuwing (Houten, 2018) ISBN 978-90331-2901-8
- Aalst, G.J. van e.a. Bindend, Vormend, Samenwerkend, dienaars des Woords in de kerk van 2016 (2016)
- Hoogerland, G. Om vriend en broed 'ren spreek ik nu. „Open Brief” aan „allen die de zuivere leer van Gods Woord en van onze belijdenis, zoals die door onze vaderen is overgeleverd, van harte liefhebben, en rondom de Schriftuurlijk-bevindelijke prediking die daarop gegrond is, de eenheid van de kerk in Nederland van harte begeren.” (2019)
- Haar, J. van der en J. de Koning (red.) Niets kan haar glans verdoven, 350 jaar Bijbel in Statenvertaling (1987)
- Scholten, L.M.P., L.J. van Belzen, en J. de Koning. Statenvertaling in de 21ste eeuw, de Herziene Statenvertaling op de keper beschouwd (2011)
- Kersten, G.H. In het voetspoor der vaderen. Een toelichting in vraag en antwoord op de Schriftuurlijke orde en regel in het kerkelijk leven. (1985) ISBN 90-336-0174-5
- Silfhout, W. Gereformeerd kerkrecht in kort bestek. Toelichting op de Dordtse Kerkorde (2010) ISBN 978-90-331-2341-2